# Széchenyi István
Sárvárfelsővidéki gróf Széchenyi István (Bécs, 1791. szeptember 21. – Döbling, 1860. április 8.) államférfi, valóságos belső titkos tanácsos, császári és királyi kamarás, író, polihisztor, közgazdász, a Batthyány-kormány közlekedési minisztere, „a legnagyobb magyar” (Kossuth Lajos – egyik legnagyobb politikai ellenfele – méltatta így: „polgári erényben nagy férfiak, minő például az, kit én, nem gyáva hizelgésből, hanem meggyőződésből, a’ magyarok legnagyobbikának szoktam nevezni.”). Eszméi, hatása és gyakorlati tevékenysége által a modern Magyarország egyik megteremtője. A magyar politika egyik legkiemelkedőbb és legjelentősebb alakja, akinek nevéhez a magyar gazdaság, a közlekedés, a külpolitika és a sport területén végrehajtott reformok fűződnek. Eszméit tartalmazó könyvei, a Hitel, a Világ és a Stádium óriási hatást gyakoroltak kora szellemi megújításában.
1827-ben a londoni és párizsi klubélet mintájára megalapította a Nemzeti Kaszinót, hogy társasági fórumot teremtsen a nemesség, az értelmiség és a tenni vágyó hazafiak számára. Gyakorlati alkotásai közé tartoznak a mai Magyar Tudományos Akadémia alapjának (Magyar Tudós Társaság) létesítése, a Lánchíd részvénytársaság megalkotása, a hajózás és hajógyártás (Óbudai Hajógyár), a balatoni gőzhajózás megteremtése, a Vaskapu szabályozása, a Tisza-vidék árvízmentesítése, valamint ő volt a korszerű bortermelés, a selyemhernyó-tenyésztés, a cukorgyártás, a gázvilágítás, az országos vasútfejlesztés egyik előmozdítója. Az első gőzhengermalom létrehozásával a modern lisztgyártás megalapozója. 1842-ben ő javasolta a budai alagút építését a Várhegy keresztülfúrásával az épülő Lánchíd budai hídfőjénél. Ő volt a lóversenyzés és lótenyésztés, később az evezőssport meghonosítója Magyarországon: létrehozta az első csónakházat (Csónakda), 1841-ben megalapította az első Hajós Egyletet, beindítva az első evezősversenyeket. Számos intézmény alapítója és névadója, az ipar és gazdaság fejlődésében fontos részvénytársaságok megalapítója. Kezdeményezésére nyílt meg 1837-ben Pest-Buda első magyar nyelvű színháza (mely 1840-től a Nemzeti Színház nevet viselte). Széchenyi Béla és Széchenyi Ödön édesapja. Leszármazói napjainkban is (2023) Magyarországon élnek. Dédunokája Széchenyi Géza. Ödön nevű fia ágán. Gróf Széchenyi István és testvéreinek a leszármazói megalapították 2013-ban a  Gróf Széchenyi Család Alapítványt, amely a nemzeti értékrend továbbvitelén tevékenykedik.

## Gyermekkora

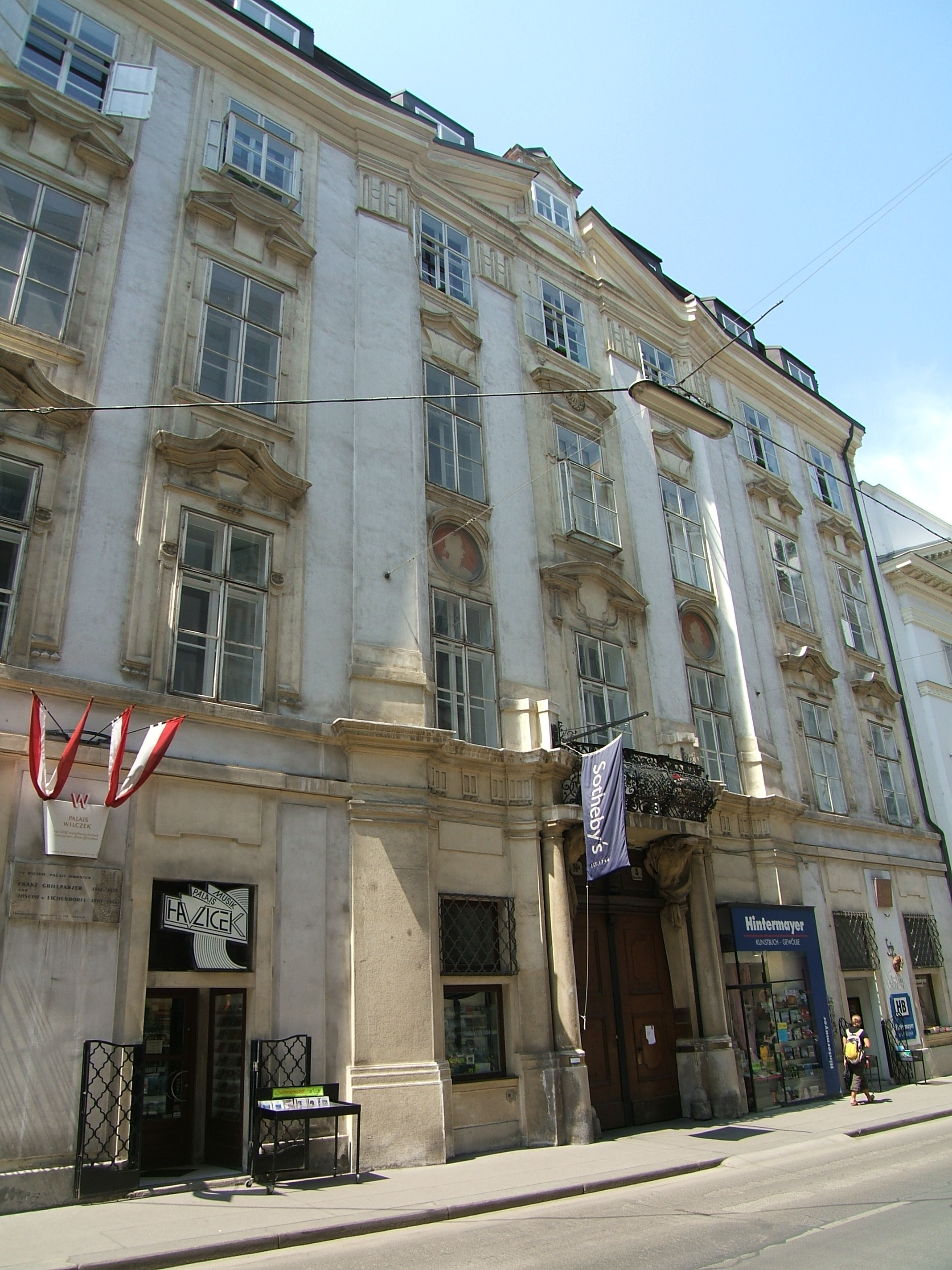
A Wilczek-palota, Széchenyi István szülőháza Bécsben

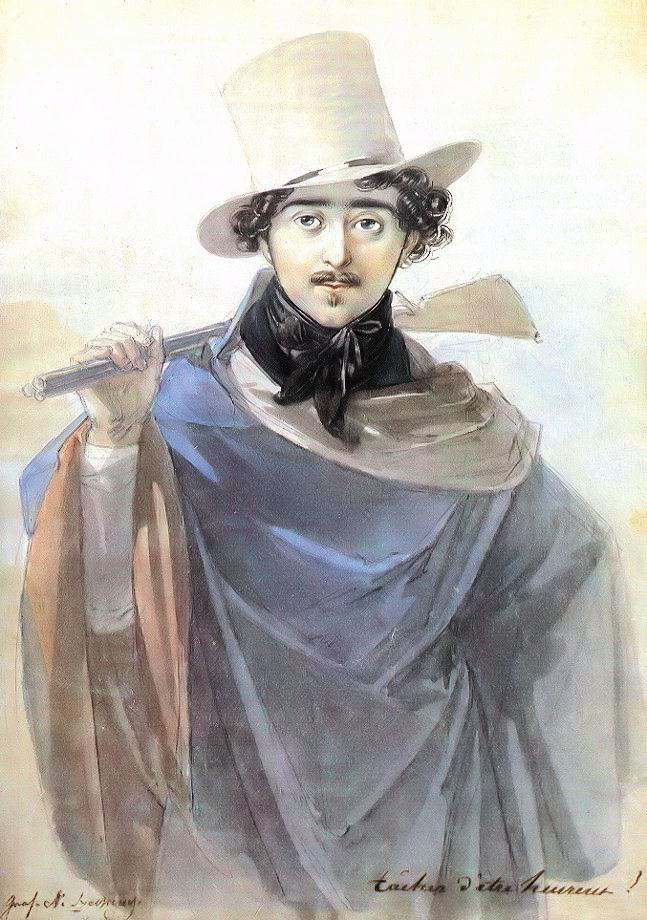
Johann Ender vízfestménye az ifjú Széchenyiről 1818-ban

Bécsben született 1791. szeptember 21-én, a Herrengasse 5. szám alatti Wilczek-palotában, amit akkoriban a téli időszakra bérelt a család. A közeli Szent Mihály római katolikus plébániatemplomban keresztelték meg. A gróf Széchényi család a legtehetősebb magyar főúri családok egyike. Édesapja, gróf Széchényi Ferenc, a Magyar Nemzeti Múzeum alapítója, édesanyja tolnai Festetics Julianna grófnő, gróf Festetics Pál lánya, aki első férje, Széchényi József 1775. november 20-án bekövetkezett halála után, 1777. augusztus 17-én pápai engedéllyel annak testvéréhez, Ferenchez ment feleségül. A házasságukból hat gyermek született, közülük három fiú- és két leánygyermek érte el a felnőttkort, köztük István volt a legfiatalabb.
Széchenyi István gyermekkorát Nagycenken és Bécsben töltötte. Nevelését atyja irányelvei szerint Lunkányi János magántanító vállalta magára, egyes tantárgyak oktatását azonban külön szaktanárok végezték. Ezek között volt például Révai Miklós, a magyar nyelvészet egyetemi tanára, aki kiemelkedő rajzkészséggel is rendelkezett, az építészetre tanította – a Franciaországból menekült – Antoine Poupar házi káplán pedig olasz és francia nyelvből adott neki órákat.
A család körében a magyar nyelv volt az uralkodó és a gyermekek nevelése is magyar szellemben történt. A kis Széchenyi István gyermekkorában összességében többet találkozott a német nyelvvel, kevesebbet a magyarral, ennek megfelelően németül anyanyelvi szinten, magyarul gyengébben beszélt, majd osztrák katonatiszti iskolába kerülve magyar tudása lassan elhalványodott. Naplóját egész életében németül írta, ritkásan magyar bejegyzésekkel. Az 1820-as évektől, Wesselényi hatására kezdett „anyám nyelvén” levelezni, majd beszélni, hogy végül óriási erőfeszítéssel magyar szónokká és íróvá váljon, bár stílusán mindvégig érezhető maradt a németül gondolkodás. Kazinczy Ferenc egy alkalommal meglátogatta a grófi családot, s az apa azt kérte tőle, hogy gyermekeivel csak magyarul beszéljen. Mint későbbi nyilatkozatai bizonyítják, nevelésére különösen anyja gyakorolt jótékony befolyást. Széchenyi nem a korán érett, hanem a szorgalmasan és alaposan tanuló gyermekek közé tartozott. Az évenkénti vizsgákon, amiket, apja kívánsága szerint, nyilvános iskolában kellett teljesítenie, kitűnő eredménnyel felelt meg. Vallásos neveltetése – elsősorban apja vallási mániába merülése miatt – szerencsétlenül alakult, inkább a félelemérzés jellemezte, például gyónáskor, ami csak ifjú felnőttként oldódott fel. Családon belül és felnőtt korában bizalmas barátai Stefinek (a német Stephanból) vagy – a német ajkúak – Stefferlnek (pl. „Gróf Stefferl”) szólították. Családnevét saját maga kezdte apjától eltérően Széchényi helyett Széchenyinek írni.

## Katonatiszti pályán
Középfokú iskoláit magánúton végezte, de nyilvánosan, magyar páterek előtt vizsgázott. Apja akarata szerint 17 éves korában már katona lett. Más forrás szerint 18 évesen, katonai pályája megkezdésekor hagyta abba a rendszeres tanulást. A Napóleontól tartó Habsburg vezetés 1796-tól erőteljes újoncbehívásokat és magyar nemesi felkeléseket szervezett. Az 1808-as nemesi felkelésről intézkedő törvény szerint minden nemes családból egy embernek kellett a hadseregbe belépnie. A Széchenyi család úgy döntött, mindhárom fiát katonának küldi. Az ifjú István a katonai pályán kiválóan helytállt.

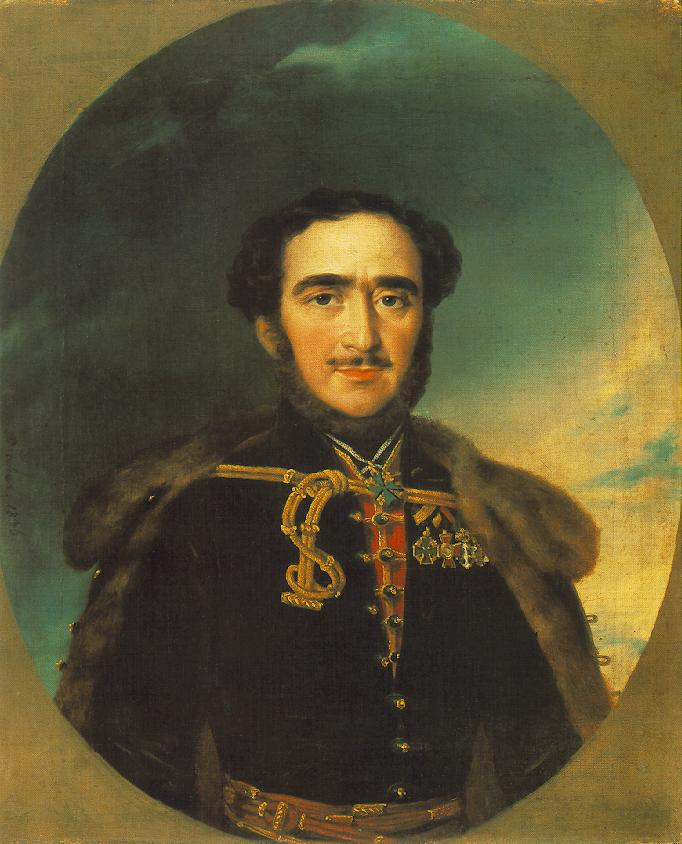
Barabás Miklós: Széchenyi István (1836)

17 évesen, féléves tiszti tanfolyam után kinevezték főhadnagynak és 1809. április 16-án a főszállásmesteri törzshöz került szolgálatra, és április 28-án jelentkezett első parancsnokánál, báró Franz Ertel hadmérnök alezredesnél, a győri sánctábor építkezésénél. Az építkezésen pénztárosként, egyik bírótól a másikig lovagolt, hogy a munkálatokért minden munkás után napi 30 krajcárt fizessen ki. A híres győri csata (június 14.) után, ami a felkelő sereg vereségével végződött, személyes bátorságának kitűnő bizonyságát adta. A Dunán csónakon végigevezett, majd az ellenséges francia csapatok kikerülésével felkereste Johann Gabriel von Chasteler altábornagyot, értesítette őt Meskó tábornok hadteste hollétéről, ami által lehetővé tette a két egymástól elszakított hadtest egyesülését, július 19-én. Ezt a merész cselekedetét a király is megelégedéssel nyugtázta. Széchenyi a szabadidejét tereprajzok és adatfelvételek készítésével töltötte, ezt a maga továbbképzésére is felhasználta. A felkelő sereg hazabocsátása után (december 18.) testvérei (Pál és Lajos) hazatértek szüleikhez, de István továbbra is a hadseregnél maradt, 1810. január elsejével a 7. huszárezredhez azután 1811-ben az 1. ulánusezredhez került. Hadosztálya egy ideig Világoson, később (1811-től) Cseh- és Morvaországban állomásozott. 1813 nyarán már ellenséges területre léptek, és a francia csapatokkal többször megütköztek. Ekkor már kapitány volt, bár saját svadron nélkül.
A hatodik koalíciós háborúban vívott – Napóleon hatalmát megtörő – lipcsei csatát megelőzően, az 1813. október 16-ról 17-re virradó éjjel, Schwarzenberg herceg Blücher porosz tábornagyhoz küldte, hogy a 18-ra tervezett ütközethez csatlakozzon. Az ifjú kapitány a legrövidebb utat választva, az ellenség vonalain keresztül, szerencsésen eljutott Blücher táborába. Miután megbízatását teljesítette, az lett a feladata, hogy a svéd trónörököst, Bernadotte-ot is csatlakozásra bírja a két császár és a porosz király nevében. Széchenyi a porosz tábornagy előtt úgy nyilatkozott, hogy készen áll a feladat teljesítésére. A trónörökös elutasító válasszal fogadta, Széchenyi ekkor elismervényt kért arról, hogy a három uralkodó meghívását átadta. A trónörökös erre gondolkodóba esett, majd rövid tanácskozás után rászánta magát a csatlakozásra, az útirány kijelölésével pedig Széchenyit bízta meg. A csata harmadik napján Bernadotte kellő pillanatban csakugyan meg is érkezett, segítségével a csata is eldőlt. Széchenyi kitűnő hadi szolgálata elismeréséül első osztályú kapitányi rangot kapott és elnyerte az orosz Szent Vlagyimir-rend IV. osztályának lovagkeresztjét. 17 éves katonai pályafutása során ez volt a legmagasabb rang, amit elért. 1814-ben a futárteljesítményért megkapta a Pour le Mérite porosz katonai érdemkeresztet, valamint a Szent-Móric és Lázár-rend fehér keresztjét. A lipcsei csata után az előnyomuló csapatokkal francia területre lépve, 1814. április 1-jén Párizsba ment. A következő hónapban már Itáliába utazott. 1815. május 2-án a tolentinói lovassági ütközetben egy ügyesen megszervezett rohammal szétverte Joachim Murat testőrezredét. Ez alkalomból kapta meg a Szent-Ferdinánd-rend kiskeresztjét. Az osztrák Hadseregkeresztet is elnyerte. Ezután a Hessen-Homburg huszárezredhez helyeztette át magát, és itt szolgált 1826. február 15-éig, a katonai szolgálatból való kilépéséig. A 20-as években vívódik civil céljai megvalósítása és a katonai karrier között, közben egyre elégedetlenebbé válva, hogy kapitányból nem nevezik ki őrnaggyá. 1825-ben a X. Károly francia király koronázására indult küldöttség kamarása volt. Esterházy Pál herceget, az osztrák császár rendkívüli követét kísérte, s megkapta a Szentlélek-rendet (Ordre du Saint-Esprit). Ezt a kitüntetést nyakban hordják.

## Utazásai
Katonatiszti szolgálata mellett szabadidejét főleg önképzésre és utazásokra fordította. 1815 szeptemberében Franciaországba ment, majd onnan Angliába hajózott, mindenhol élénk figyelemmel kísérve az ottani kultúra és technika vívmányait, s mindazon intézményeket, amelyeket később Magyarországon is megalapítani tervezett. Később újabb itáliai útra indult, 1817 májusában, aminek során az olasz költészetet tanulmányozta, megfordult Görögországban, a Boszporuszon és Kis-Ázsia partjainál. Az Égei-tengeri szigeteken az ógörög irodalom, művészet és a régészet iránt érdeklődött. Hazatérése után Magyarország és Erdély nevezetesebb városait kereste fel és utazása alatt több, életre szóló ismeretséget és barátságot kötött. Ekkor látogatta meg Felsőbüki Nagy Pált és Wesselényi Miklós bárót is (1821. augusztus 1.), akivel szoros barátságot kötött, bár ez a kapcsolat később, eltérő politikai nézeteik miatt, megromlott. 1819-től tizenhárom éven át dédelgetett álma egy utazás a példaképnek tekintett szabad, modern Amerika földjére. Mint katonatisztnek, a bécsi udvar nem támogatta a kiutazását, Széchenyi sokat ügyeskedett az engedély megszerzéséért, ám hivatalos kérelmeit Metternich mindig elutasította. Egy sikertelen kísérlet után, 1822-ben Angliába utazott tanulmányútra Wesselényivel.

## Lóverseny-ügy és további utazások

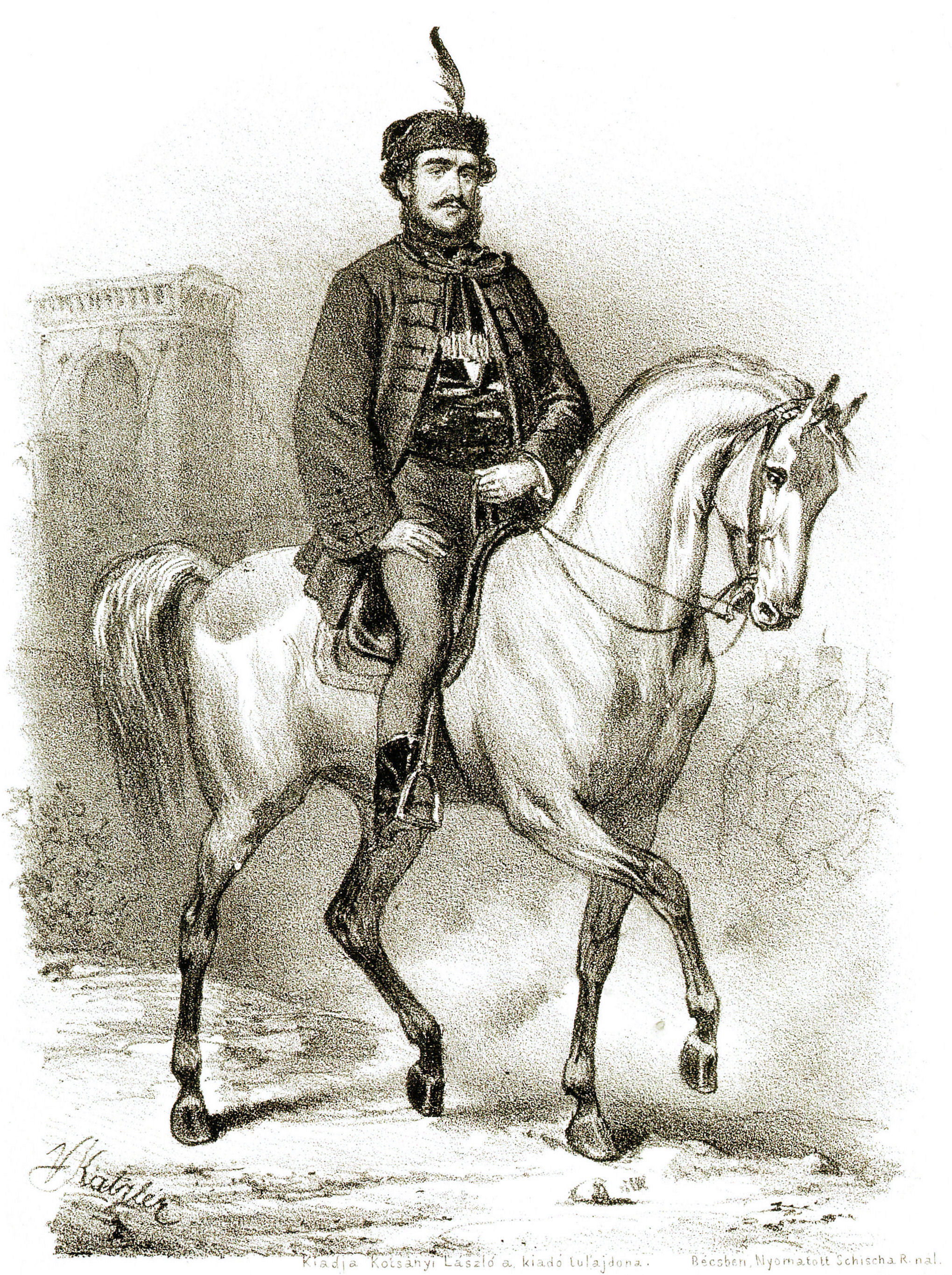
Széchenyi István portréja. Vinzenz Katzler litográfiája

Külföldi és hazai utazásainak tapasztalatai ráébresztették a külhoni és a magyar közállapotok közti kulturális, gazdasági különbségekre, és kezdett külföldön bevált közintézmények életre hívásán munkálkodni.
Első ilyen irányú terve a lóverseny meghonosítása volt, amit Ausztriában és Magyarországon ekkor még nem ismertek. Kezdeményezésében több támogatóra is lelt, így megbeszélésre indult I. Ferenc királyhoz, akinek a felszólítására 1822. január 31-én írásban is benyújtotta javaslatát. A lóverseny-egyesület védnökéül József nádort is megnyerte.

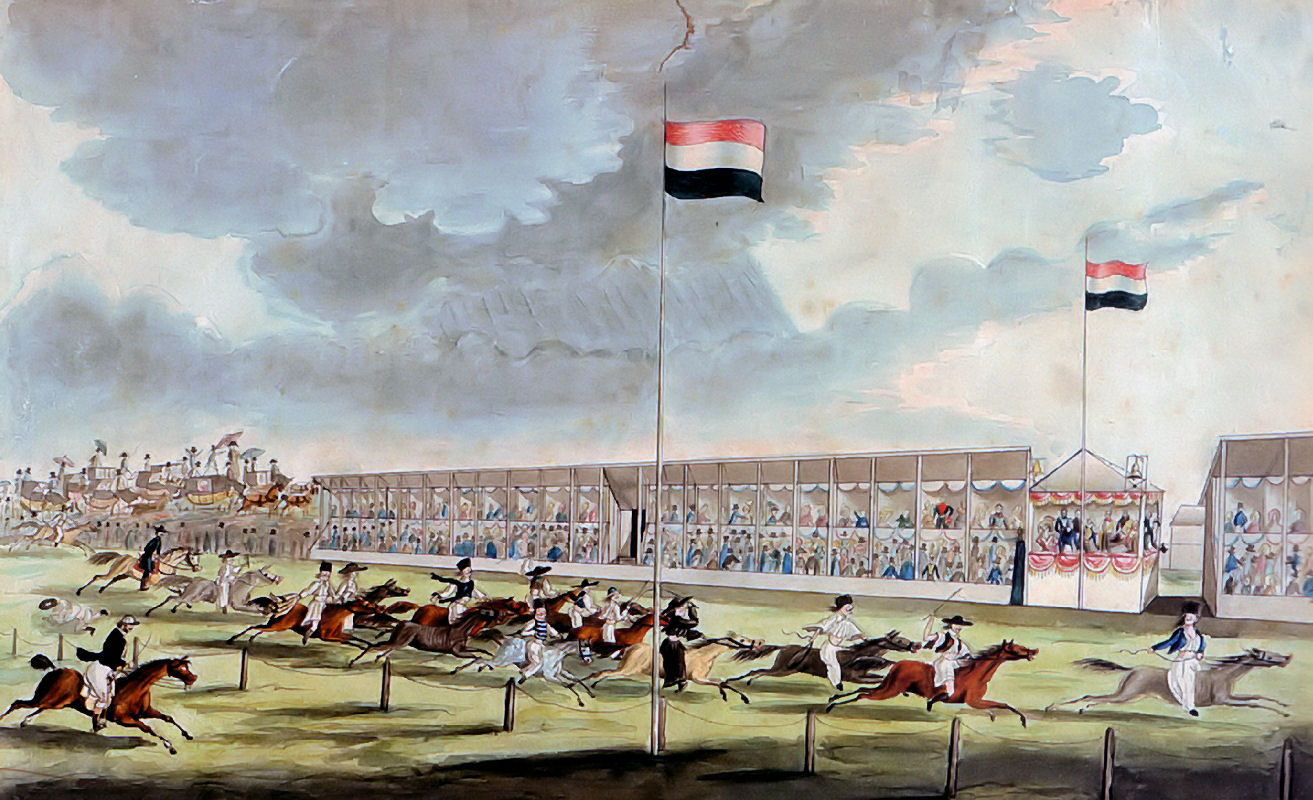
A Széchenyi István javaslatára megvalósított első pesti lófuttatás
(Johann Erdmann Gottlieb Prestel színezett litográfiája, 1827)

1822. márciustól szeptemberig tanulmányútra Nyugat-Európán át Angliába utazott Wesselényi társaságában. Fő céljuk a külföldi lótenyésztés tanulmányozása, verseny- és tenyészlovak vásárlása volt, de élénken figyelték a külföld gazdasági és egyéb viszonyait is, Magyarország általuk tervezett megreformálása érdekében. Az út nevezetesebb állomásai München, Stuttgart, Párizs, a Soligny-la-Trappe-i trappista monostor és London (május 15.) voltak. Élményei hatására útja során felmerült benne azonnali kilépése a katonai szolgálatból. Itthon hosszabb pihenés következett, melyet gazdaságának rendezése, a lóverseny ügyének előbbre vitele, eszméi megismertetése érdekében több ízben is megszakított.
1825. május 10-én Párizsba utazott X. Károly koronázási ünnepélyére, a hivatalosan küldött Esterházy Pál herceg társaságában. Útjuk alatt különösen a XIV. Lajos megrendelésére épített Canal du Midi ragadta meg figyelmét és keltette fel benne a Duna- és Tisza-szabályozás gondolatát.
„Bennem a képzelődés nagyobb, mint a többi lelki tulajdonságok”, írta Széchenyi Wesselényinek 1826-ban.
Dél-Franciaországban és Itáliában ez alkalommal Nizzát, Torinót, Milánót, Velencét és végül Triesztet érintette, a selyemhernyó-tenyésztésről és az eperfák ültetéséről (akkori kifejezéssel: szederfa-tenyésztésről) gyűjtött adatokat. Ezután sietett haza az 1825. szeptember 11-én kezdődő pozsonyi országgyűlésre, amely az 1791. évi országgyűlés által kiküldött bizottságok úgynevezett „rendszeres munkálatainak” napirendre tűzése miatt jelentősnek ígérkezett.

## A Magyar Tudományos Akadémia alapítása
Már az 1791. évi országgyűlés tudományi bizottsága is felvette programjába a katonai és a képzőművészeti akadémián kívül egy magyar tudományos akadémia felállítását. Széchenyi István gróf legelső beszédét a felső tábla 1825. október 12-i ülésén tartotta, méghozzá magyar nyelven: óriási feltűnést keltve ezzel, mivel addig latinul volt szokás a beszédeket tartani. Szoboszlai Pap István a későbbi tiszántúli superintendens, aki azon az országgyűlésen a református lelkészi teendőket végezte, azt írta egyik levelében, hogy „epochát csinál ezen a táblán gróf Széchenyi kapitány, mert ő magyarul szólalt meg". Az 1825-ös reformországgyűlésen (a követek november 2–3-ai kerületi ülésén) ennek az ötletét ismét felelevenítették. Már az első gyűlésen szóvá tette az intézmény szükségességét Máriássy István, Gömör vármegyei követ, de különösen nagy hatása volt Felsőbüki Nagy Pál beszédének, amelyben hevesen kikelt azon elkorcsosodó főurak ellen, akik elhanyagolták a magyar nemzet és a magyar nyelv érdekeit.
Ezt követően a felsőtáblához tartozó, de a kerületi ülésre (az akkori megyeházán) beülő Széchenyi – a küldöttek meglepetésére – váratlanul szót kért, majd beszédében felajánlotta minden jószágából származó egyévi jövedelmének 6%-os kamatát, 60 000 forintból évenként 3600 forintot egy magyar tudományos társaság megalapítására.
Én szavazattal nem bírok, én nem vagyok országnagy, de földbirtokos. Ha egy intézet álland fel a magyar nyelv kifejlesztésére, mely polgártársaim nevelését is elősegíti, ugy felajánlom egy évi egész jövedelmemet, mely 60.000 forintból áll, s az a felállítandó magyar tudós társaság alapjához csatoltassék.

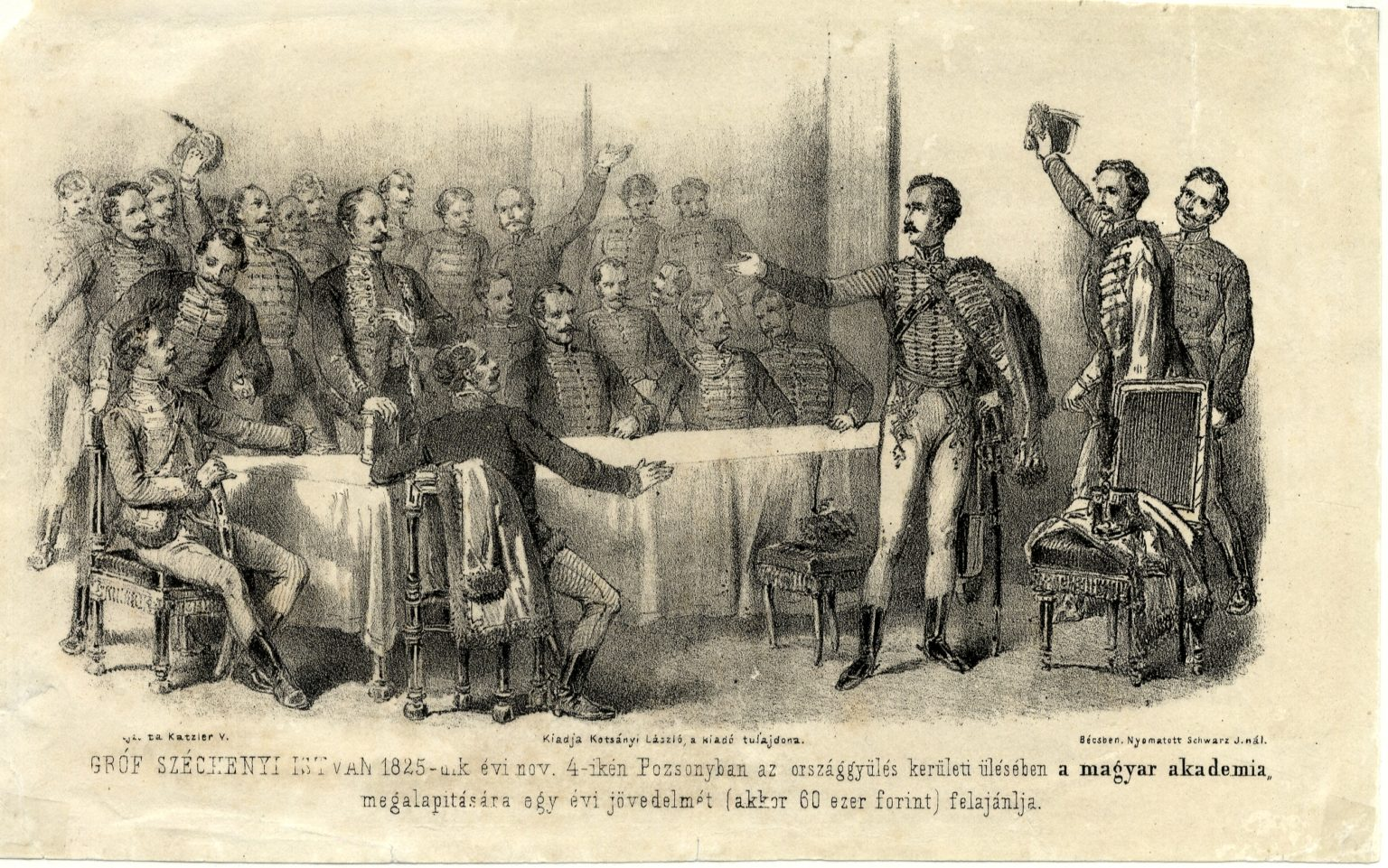
Széchenyi István felajánlja birtokainak éves jövedelmét egy Tudós Társaság alapítására (litográfia)

A bejelentést nagy lelkesedés fogadta, a beszéd után többen is anyagi hozzájárulást ajánlottak fel az intézmény létesítésére: Vay Ábrahám 8000, Andrássy György gróf 10 000, Károlyi György gróf 40 000 forintot, de rajtuk kívül is sokan támogatták a tervet anyagi juttatásokkal. Jókai szerint még azon ülés folyamán egy negyedmilliónyi ezüst forint gyűlt össze a Magyar Tudományos Akadémia megalapítására. November 8-án a négy első alapító írásban is benyújtotta ajánlatát a nádorhoz és az alsó- és felsőtáblához, majd november 21-én az alakítandó tudós társaság tervének alaprajzát is. József nádor, aki 10 000 forintot adományozott az akadémiának, bizottságot nevezett ki az alaprajz megtárgyalására, amelyben Széchenyi is tevékeny részt vett. A bizottság javaslatai 1827. augusztus 18-án a királyi szentesítést is megkapták, az alapítást 1827-ben törvénybe iktatták.

## Nemzeti Kaszinó

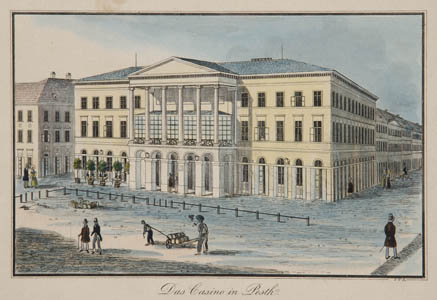
Johann Vincenz Reim: A Nemzeti Casino épülete Széchenyi korában, kézzel színezett rézmetszet

Szintén ezen országgyűlés idejére esik a Nemzeti Kaszinó létrehozása, amit Széchenyi a politikai, gazdasági és társadalmi kérdések megvitatása, az összetartás erősítése és némileg saját eszméi terjesztése céljából alapított.
Az első tagokat ő kérte fel, és részt vett az alapszabályok kidolgozásában. A tagok felkérése során tanúsított buzgósága később sem lankadt, 1830-ban Metternichet is megnyerte tagnak. Az egyesület alakuló gyűlését 1827. június 10-én tartotta 150 taggal, akik közül mintegy 45-en voltak jelen. A következő évben már az alapszabályokat is a közgyűlés elé terjeszthették (lásd: Széchenyi-emléklakoma).

## Metternich
Amíg az országgyűlés tartott (november 10.), Széchenyi időt szakított arra is, hogy Metternich kancellárnál – akivel családi kapcsolatban is volt – látogatást tegyen. E látogatás (december 15.) alatt beszélgetésük a magyar politika, különösen az országgyűlésen tárgyalt kérdések körül forgott, a herceg felszólítására írásban is beadta hozzá emlékiratát (Meine Berichte), amiben kifejtette ezekre vonatkozó nézeteit. Metternich nem titkolta rosszallását Széchenyi politikai álláspontja kapcsán, figyelmeztette, hogy nagyon messzire megy, megrontja az ifjúságot, amit akkor bán meg, amikor már késő lesz, és gondoljon a holnapra is. Széchenyit mindez nem tartotta vissza attól, hogy az országgyűlésen ezután is többször felszólaljon, valahányszor a magyar nyelv, a szabadság, a vallási türelem kérdése került szóba. Nem riasztotta vissza ettől az elnöklő nádor többszöri rendreutasítása sem.
Sőt, hogy nézetei szabad kifejtésében katonai rangja se akadályozza, 1826. február 15-én, 17 évi szolgálat után „kvietált”, azaz kérte elbocsátását a katonaság kötelékéből.

## Irodalmi fellépése
Eszméi terjesztésének másik eszközéül a sajtót választotta, amihez tárgyat először kedvenc szakterülete, a lótenyésztés szolgáltatott. 1828-ban jelent meg e téren alapvető röpirata a Lovakrul, amelyben hosszas tanulmányai során szerzett tapasztalatai után a lótenyésztés nemzetgazdasági fontosságát fejtegeti, valamint a hazai lótenyésztés elmaradottságát és annak okait ismerteti. Szerinte „csak magunktól függ, hogy a világ minden vásárait lovainkkal elboríthassuk és hogy a magyar ló mindenütt érdemlett elsőbbséget nyerjen”.
Ugyanebben az évben kezdett másik nagyobb jelentőségű munkája, a Hitel megírásához, amelyen egy évig dolgozott, és 1830-ban tette közzé, hogy a benne foglalt új és átalakító eszméivel és reformterveivel lázba hozza, és a haladás útjára terelje a nemzetet. Államgazdasági irodalmunk e zseniális alkotása, amelyet „Honnunk szebblelkü asszonyinak” ajánlott, sorra veszi a magyar mezőgazdaság, kereskedelem égetően fontos kérdéseit, és a jelen állapotnak „tiszta magyar szív” érzésével írott rajza után meglepő biztossággal jelöli ki, hogy mit kell tenni és hol kell a munkának nekikezdeni.
Magyarország földrajzi helyzete, a pénzhiány, kereskedői konkurencia, kiviteli vám, fölösleges és káros hatású kormányrendeletek, termelés hiánya, rossz közlekedés, belső fogyasztás és kereskedési biztonság hiánya, kereskedőbecsület, nemzeti bank, a polgári erények és kötelességek, nemzetiség, művelődés, törvények és politika mind tárgyalás alá kerülnek, mivel mindezek vagy a hitel szentségén alapulnak, vagy annak eredményei. Művének zárásaként a haladásra szólította fel olvasóit: „Nem nézek én, megvallom, annyit hátra, mint sok hazámfia, hanem inkább előre; nincs annyi gondom tudni: valaha mik voltunk, de inkább átnézni: idővel mik lehetünk s mik leendünk. A múlt elesett hatalmunkbúl, a jövendőnek urai vagyunk.”
Jó részben ugyanezeket fejtette ki még részletesebben Világ című munkájában, amelyet Dessewffy József gróf támadása ellen (1831), a Hitel védelmére írt, és amiben ezenkívül annak beismerésére is akarta bírni nemzetét, hogy mindenben elmaradásban van, s ha már az „önvallomáson” átesett, arról is meggyőzi, hogy mint erőtől pezsgő fiatal nép „csudálatos magasságra emelheti magát és minden lehet, ha közértelmességét s nemzetiségét kifejti”, hogy Buda és Pest egyesítése Magyarország fejlődéséhez okvetlenül szükséges, hogy a nemzet haladása a királyságot is erősíti. Továbbá meggyőző bizonyítékokkal védte a megtámadott egyesületeket, a kaszinót, a pesti lóversenyt. E két mű a két év legnagyobb eseménye, és hatásuk leírhatatlan volt, a nemzetet két táborra osztotta. Az egyik oldal Széchenyit képzelgőnek tartotta és művét elégette, a másik a „diadal fiá”nak nevezte és a nemzet megváltójának tekintette. Széchenyi felkarolta a színügyet is, amire vonatkozóan komoly tervekkel lépett elő A magyar játékszinrül (1832) című röpiratában, majd évek múlva a Társalkodóban. A színházi alap összegyűjtését részvények által tervezte, az épületre vonatkozóan pedig már külföldön gyűjtött tervrajzokat. Fáy András és Földváry Gábor színházépítési tervét kisszerűnek tartotta, és emiatt nem is pártolta azt.

## Dunai út

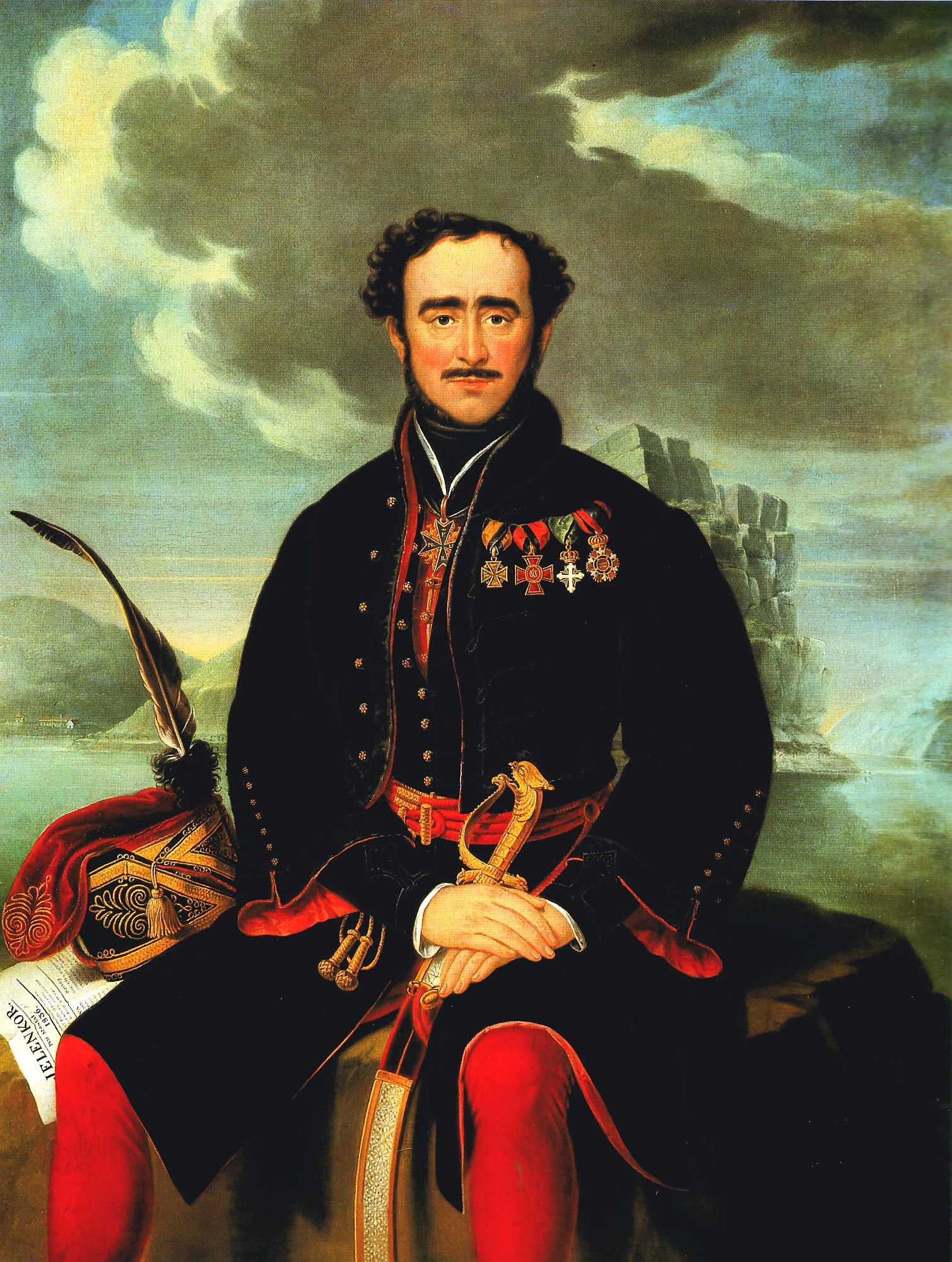
Széchenyi István a Vaskapunál (Schöfft József, Schöfft Ágoston festményéről – 1836)
A festményen Széchenyi sajtóorgánuma, a Jelenkor 1836-os évfolyamának egy száma is látható

Széchenyinek régi vágya volt, hogy megnyissa a Dunát a kereskedésnek, egészen a Fekete-tengerig. 1830. június 24-én indult kíséretével saját hajóján szemleútra, hogy a Duna folyását tanulmányozza, és a szabályozás nehézségeiről saját tapasztalatai útján győződjék meg. Az útnak, amely Pesttől Konstantinápolyig tartott, nevezetesebb pontjai Orsova, Galac, Konstantinápoly, hazatérőben Pozsarevác (ahol Miloš Obrenović fejedelemnél időzött), Szendrő, Belgrád voltak. Útközben Böjükderéből tudósította József főherceg nádort megtett útjának céljáról, és felajánlotta szolgálatait egy, a Duna végig hajózhatóvá tételére vonatkozó javaslat előterjesztésére. 1833. június 20-án meg is kapta erre a nádor megbízását, és ettől kezdve mint királyi biztos, tíz éven át vezette a munkálatokat. Július 8-án indult el újra, és 29-én kezdte meg Orsovánál a sziklarepesztést, és bár az eszközök elégtelensége, valamint a török kormány akadékoskodása miatt lassan haladhattak, 1834-re már egy Argo nevű hajóval átkelhettek. Közben, 1833. szeptember 3-án egy gőzhajóval, amely a Tiszán az első volt, Szegedre is elhajózott, ahol nagy lelkesedéssel fogadták.
A gőzhajózás is állandóan foglalkoztatta. Felkarolta a Duna-gőzhajózási társulat ügyét, támogatta a bécsi kormánynál, a nádornál, az országgyűlésnél, később egész cikksorozatban ismertette a vállalatot és annak kereskedelmi fontosságát. 1840 körül Széchenyi angliai útjáról magával hozta a „Himfy” nevű vitorlást, egy háromtonnás angol mintájú kuttert, amelynek a kikötője a Fertő tavon, Bóz mellett volt, és amit később a Balatonra vitetett. Az első gőzhajó Pest-Buda és Zimony között, 1831. március 16-án közlekedett. Az ő buzgólkodása hozta létre a balatoni gőzhajózást is, ő indította el a mozgalmat és gyűjtött részvényeseket. Az első gőzhajó, a Kisfaludy 1846. szeptember 21-én indult útjára a Balatonon.

## Stádium
Politikai tevékenysége sem sokáig szünetelt. Két nagy művének, a Hitelnek és a Világnak kiegészítésére adta ki Lipcsében, 1833-ban ezekhez szellemében és tárgyában hasonló művét, a Stádiumot, amelyben reformterveit még szabatosabban, 12 pontba foglalva fejtette ki: „1. Hitel. 2. Ősiségi jog (aviticitas). 3. Fiscalitas. 4. Birtokképesség. 5. Törvény előtti egyenlőség. 6. Nemtelenek pártvédelme. 7. Házi pénztár és országgyűlési költség terheit mindenki idom szerint viselje. 8. Vizek, utak, belvámok stb., országgyűlési tárgyalások alá tartozzanak. 9. Monopóliumok, céhek, limitációk eltörlése. 10. Törvény csak magyar nyelven szerkesztessék. 11. Csak a helytartó tanács kormányozzon. 12. Ítéletek, tanácskozások nyilvánossága.”
E mű megírása után, amelyet Arany János a Hitellel és Világgal együtt „három égbe nyúló piramidnak” nevezett, ismét újabb terv foglalkoztatta. 1834 közepén a vaskapui munkálatok vezetése mellett hozzákezdett Hunnia című műve írásához, amelyben a magyar hivatalos nyelvvé tétele mellett érvelt. A művet kéziratban hagyta, csak posztumusz jelent meg.

## Magánélete, házassága

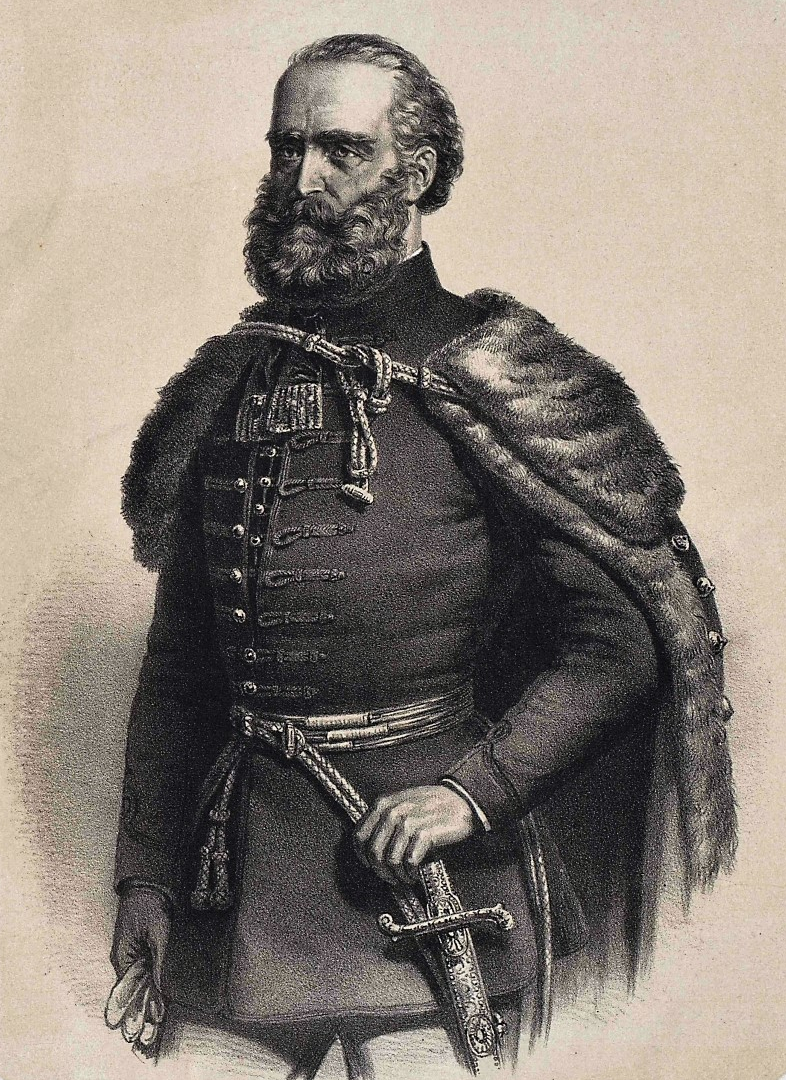
Széchenyi István

Széchenyi élete során – a kor arisztokrata szokásainak megfelelően – becsületbeli ügyben néhány alkalommal párbajozott, hol karddal, hol pisztollyal, de karcolásokkal megúszta. Úszni – ha nem is kiválóan – de tudott. A sportos testalkatú, ifjú huszárkapitány – a kor arisztokrata ifjaihoz hasonlóan – „parfümillatú szalonokban, szivarfüstös bordélyokban ismerte meg az érzéki gyönyöröket”. Huszonévesen, miközben környezete arisztokrata családjainak eladó lányait próbálták összehozni vele, már élénk, érzékileg túlfűtött, kicsapongó szerelmi életet élt. Az arisztokrata családanyák hírhedt szoknyavadászként jegyezték, szívesen tette a szépet férjes asszonyoknak, rendszeres alkalmi kapcsolatokat folytatott ledérebb arisztokrata hölgyekkel, főúri kurtizánokkal, dorbézolások végére kerített könnyűvérű fehérnépekkel, minden útjába kerülő, szemrevaló nőt igyekezett meghódítani. Később, a Cresence-nek való plátói udvarlás éveiben is tartott fenn alkalmi kapcsolatokat, bár visszafogottabb intenzitással, és fokozódó bűntudattól kísérve.

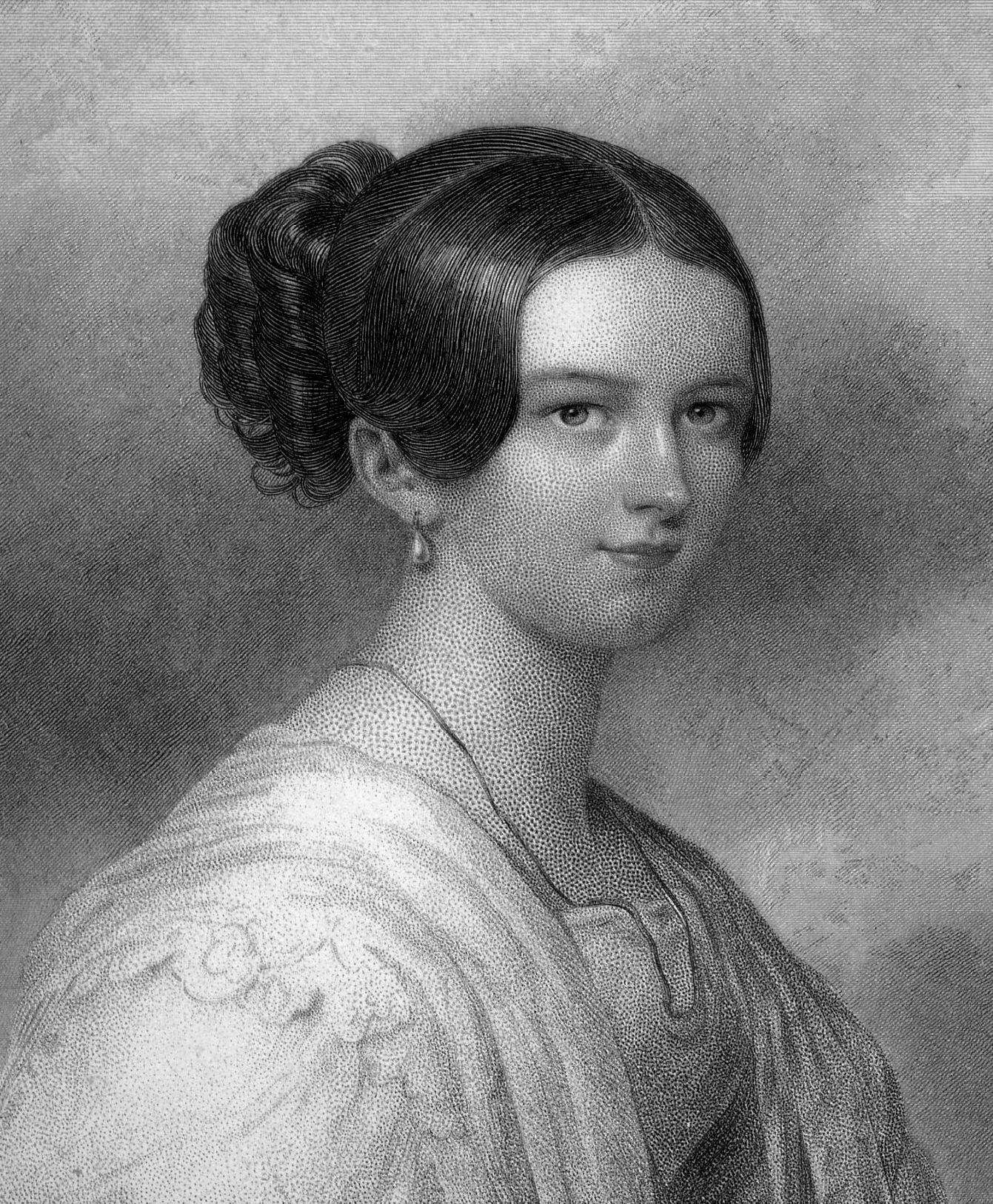
Seilern Crescence

A családon belüli tiltott szerelem tekintetében apja nyomdokába lépett, aki bátyja feleségét vette feleségül, bátyja halála után. István ugyancsak bátyja, Pál feleségével, a szép Caroline Meade grófnéval folytatott szerelmi viszonyt, ami miatt komoly lelkiismeret-furdalás gyötörte. Később feleségül kérte Caroline húgát, Selinát, akinek anyja nem engedélyezte a házasságot. Ezután a 14 éves Henriette Liechtenstein hercegnőbe lett szerelmes, 1824-ben megkérte kezét, de – feltehetően híre alapján nem tartva őt elég komoly partnernek – kikosarazták. A kikosarazással már szinte egy időben újra egy férjes asszonynak, Hunyady Gabrielle grófnénak kezdett hevesen udvarolni. Ezalatt Selina férjhez ment, pár év múlva Caroline meghalt. „Túlélem-e Caroline elvesztését? Lesz-e valaha egyetlen boldog órám?” – írta naplójába. Rá egy évre Gabrielle is elhunyt. 1824-ben találkozott először Seilern Crescence (1799–1875) osztrák grófnővel, Zichy Károly gróf (1779–1834) feleségével, kölcsönös vonzalom alakult ki közöttük. 11 éven át hevesen udvarolt a grófnőnek, udvarlása – melyről a férj is tudott – a bécsi társasági élet beszédtémája lett, kapcsolatuk azonban – a grófnőnek köszönhetően – plátói maradt. Széchenyi szenvedélyes udvarlását – és saját Széchenyi iránti érzelmeit – Crescence férje iránti tiszteletből állhatatosan alakította fennkölt, „lelki társi” barátság irányába egészen Zichy gróf 1834-es haláláig. A gyászév leteltével 1836. február 4-én összeházasodtak a krisztinavárosi Havas Boldogasszony-plébániatemplomban az ekkor 7 gyermekes özveggyel. A házasságkötésnél a tanúk gróf buzini Keglevich Gábor (1784–1854), kamarás és báró Lederer Ignác (1769–1849), császári és királyi tábornagy voltak. Széchenyi István és Crescence házasságából 3 közös gyermek született, de közülük lánya csak 2 hetet élt. Crescence igazi társa, támogatója lett Széchenyinek minden közéleti tettében.
Gyermekei:
- gróf Széchenyi Béla István Mária (Buda-Pest, 1837. február 3.–Budapest, 1918. december 12.), földrajzi és geológiai kutató
- gróf Széchenyi Ödön György István Károly (Pozsony, 1839. december 14.–Isztambul, 1922. március 24.), török pasa („Tűzpasa”)
- gróf Széchenyi Julianna Franciska Stefánia Mária Filomena (Pozsony, 1844. január 15.–Pozsony, 1844. január 31.)

## További alkotásai
Politikai működése mellett folytatta közgazdasági újításait. Az állattenyésztés fejlesztésére, aminek érdekeit állandóan szívén viselte, alakította 1830. június 11-én az Állattenyésztő Társaságot, amelynek elnöki tisztét is elvállalta. 1835-ben (június 6. és 8.) még szélesebb alapokra fektette, ekkor változtatta nevét is Magyar Országos Gazdasági Egyesületté. 1836-37 táján Széchenyi cenki palotájában vízöblítéses angolvécéket és folyóvizes fürdőszobákat alakíttatott ki saját tervei szerint – levéltári adatok szerint elsőként a Habsburg birodalomban. 1836–39-ben további tevékenysége a Duna-szabályozás, a Lánchíd és a lóverseny ügye között oszlott meg.

### Lánchíd

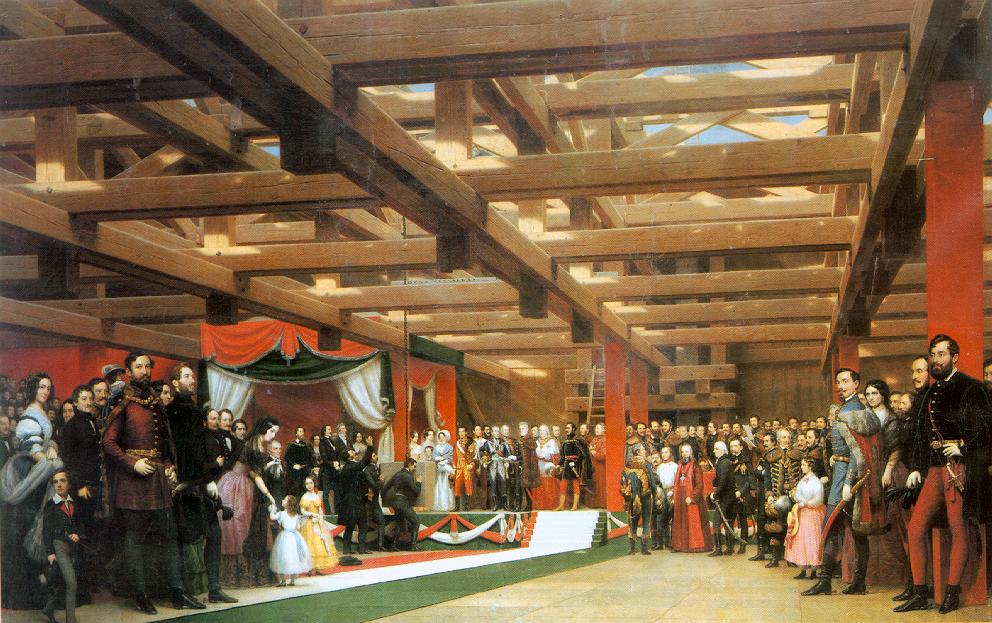
Barabás Miklós: A Lánchíd alapkőletétele (1864)

A Lánchíd építésére vonatkozó szerződést az országos bizottság, aminek Széchenyi volt a legtevékenyebb tagja, 1839-ben kötötte meg. Építése a május 14-i szentesítés után kezdődhetett el, s 10 éven keresztül folyt. A szabadságharc alatt 1849 tavaszán egyik pillérét ágyútalálat érte, november huszadikán mégis sikerült a forgalomnak átadni. Széchenyi soha nem ment át a kész hídon, az átadás idején már a döblingi elmegyógyintézetben tartózkodott.
1842. augusztus 24-én végre a nádor és az országgyűlés képviselői jelenlétében letették a Lánchíd alapkövét. Már 1828 óta foglalkoztatta ennek terve, levelezett és utazott ez ügyben: egy év múlva kész volt a tervrajz, amit 1832-ben Pest városa is elfogadott.

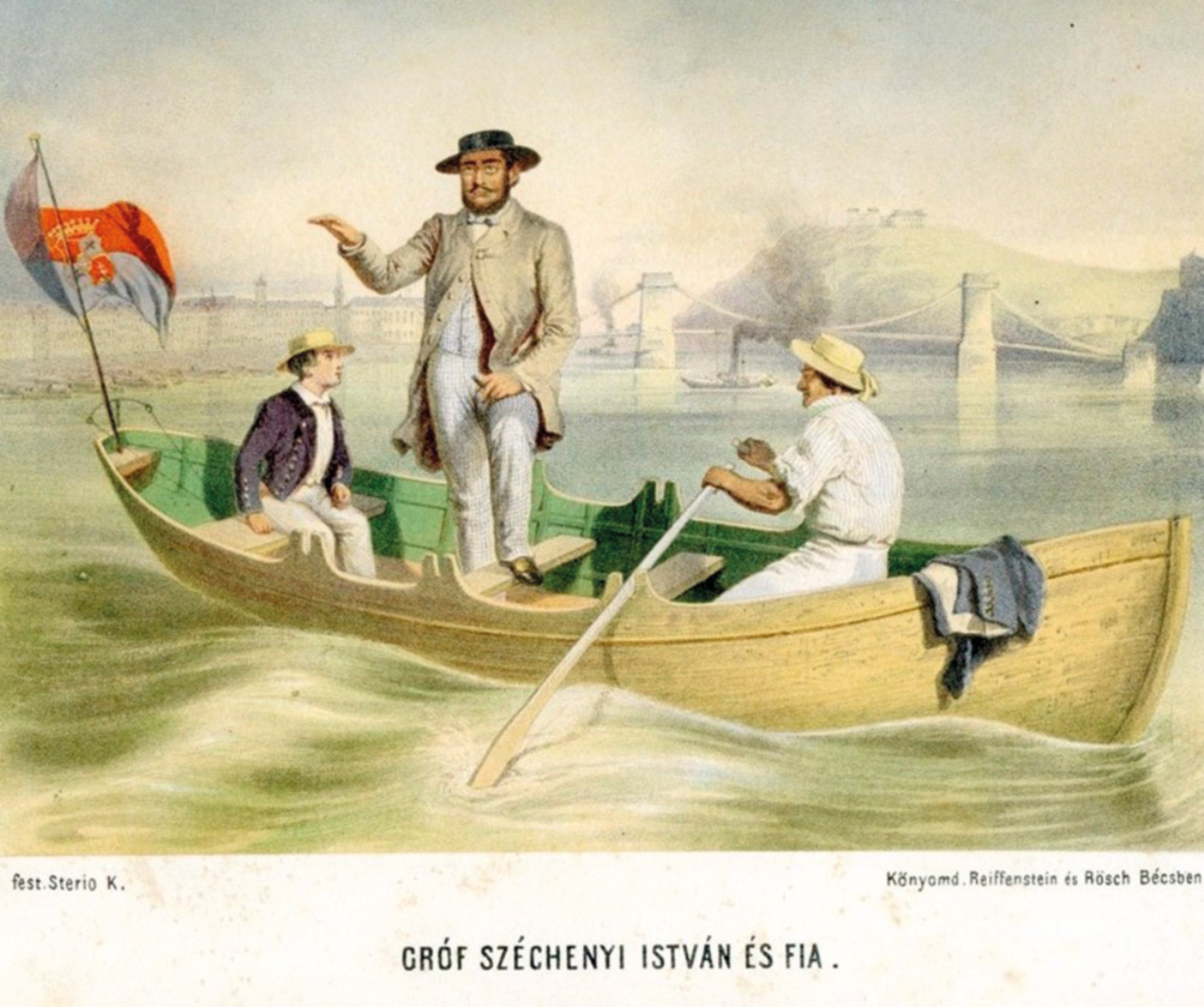
Széchenyi István Béla fiával megtekinti az épülő Lánchidat

Andrássy György gróffal együtt e végett tett angliai utazásáról írt jelentését nyomtatásban is kiadta. Terve elé sokféle akadályt gördítettek, mivel az általános fizetés elvét is összekötötte vele, ez pedig rést tört a nemesi kiváltságokon. Ugyanilyen tárgyúak: Adó és két garas és Magyarország kiváltságos lakóihoz című röpiratai.

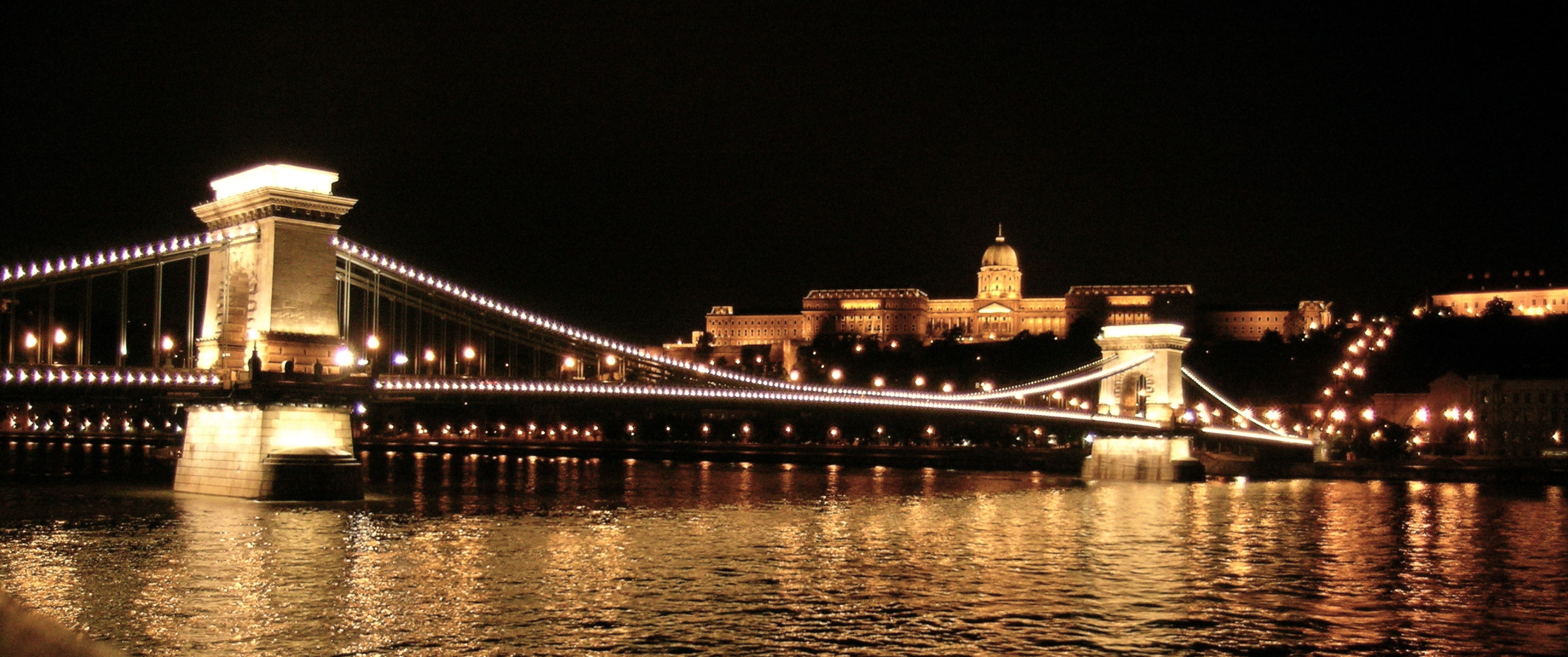
Széchenyi lánchíd

A Duna-szabályozás után másik kedves tervének megvalósítását, a Tisza-szabályozást is ez időben kezdhette meg. 1845. augusztus 16-án a magyar királyi helytartótanács kebelében felállított közlekedésügyi osztály élére került, és a munkálatokat azonnal megkezdte. Rendezési tervét és az ügy fejlődését több műben ismertette.
Eközben ismét felemelte intő szavát Kossuth politikája ellen 1847-ben kiadott Politikai programtöredékek röpiratával, komolyabb hatás nélkül.
Az ikervárosok, Budának és Pestnek Magyarország fővárosává történő egyesítése már az 1830-as években beszédtéma volt, és Széchenyi már a Lánchíd építésével is ezt a célt szorgalmazta, „Magyarország szíve Pest és Buda. A szegény szív persze poros és piszkos, ezen nem változtathatunk, de annál többet segíthetünk rajta. A szívet nem helyezhetem máshová, de megszépíthetem.” „…szükséges mindenekelőtt, hogy a városnak akárminemű földjei fákkal ültettessenek bé, s ne fasorokkal, de úgyszólván erdőkkel. Ezáltal kirekesztetik némileg az idegen por, ami által majd könnyebben bírhatunk saját városi porainkkal.”

## Közlekedési miniszterként

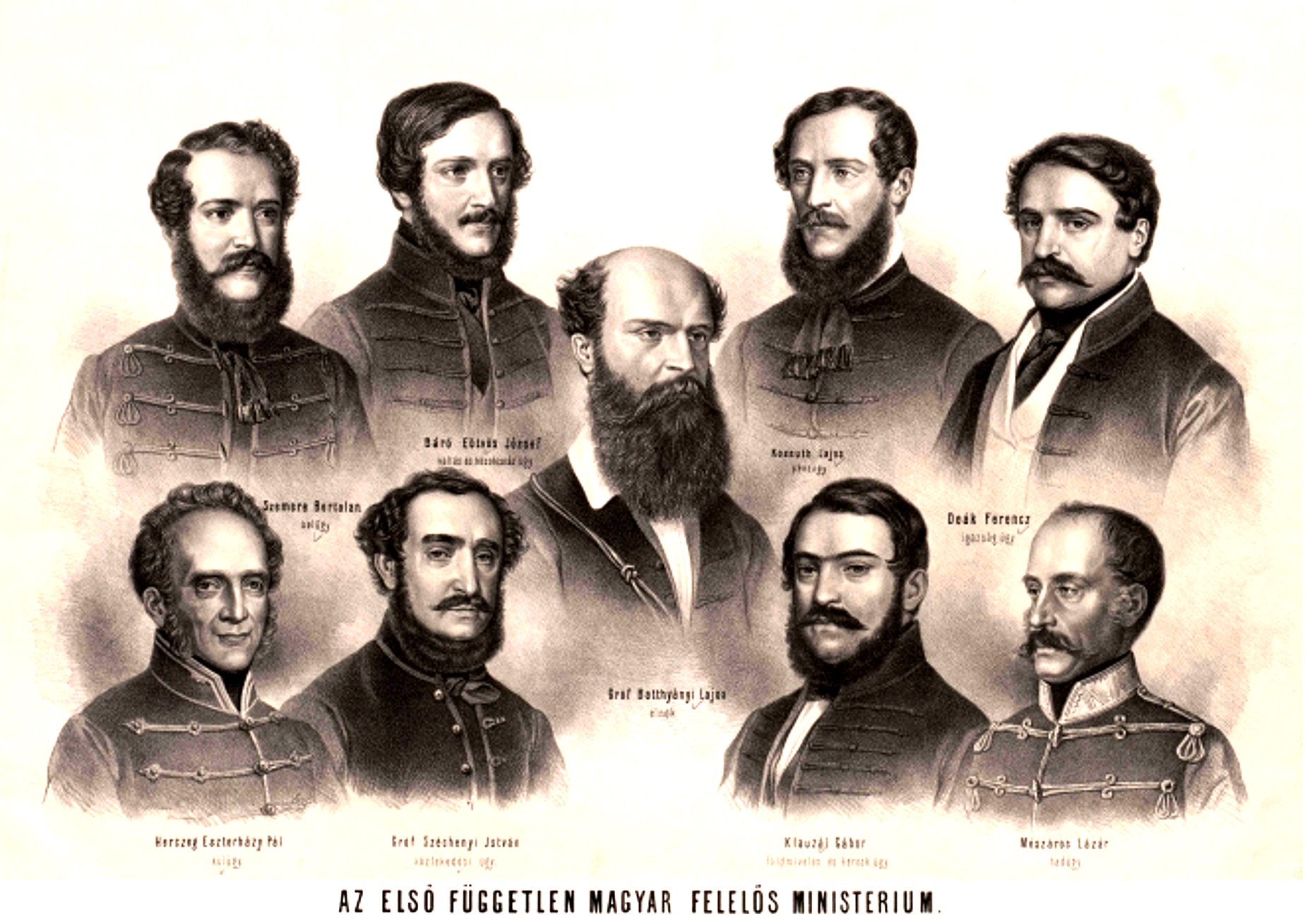
Széchenyi 1848. március 23-án Batthyány Lajos miniszterelnök felkérésére elvállalta a közlekedésügy és közmunka tárcáját (Barabás Miklós képe)

A márciusi napok váratlan eseményei, a magyar független felelős minisztérium megalakulása reményt ébresztettek benne nemzeti önállóságunk megmaradásáról, és Batthyány Lajos miniszterelnök felkérésére 1848. március 23-án elvállalta a közlekedésügy és közmunka tárcáját. Széchenyi felkérése a közlekedési tárca élére mai szemmel magától értetődőnek tűnik – hiszen 1848-ra évtizedes munkája feküdt Magyarország közlekedésének kialakításában, de radikális politikai ellenfelei – különösen a márciusi ifjak – számára minisztersége elfogadhatatlan volt. Széchenyit is kétségek gyötörték, helyesen cselekedett-e, amikor nézeteinél radikálisabb kormányban tisztséget vállalt. Naplójában – igazi fekete humorral – arról beszél, most írta alá halálos ítéletét, fel fogják akasztani, ráadásul Kossuthtal együtt … de csak azt fogja kérni, hogy legalább egymásnak háttal fordítva akasszák fel.
A Kossuth és Széchenyi közötti ellentétek a kabinetbe lépés után sem simultak el, és most, közelebbről nézve még sötétebb színben látta a Kossuth politikájától fenyegető veszélyt, ami mindinkább a dinasztiával való szakadás felé vezetett. Ez ellen a minisztertanácsban és a képviselőházban is (augusztus 19.) hasztalanul szólalt fel. Közel öt hónapig, 1848 áprilisától szeptember 4-ig állt a tárca élén.

## Kossuth és Széchenyi vitája, programjaik összehasonlítása
Széchenyi a Kelet Népében (1841) Kossuth reformrendszerét támadta. Széchenyi mélységes aggodalommal figyelte az ellenzéki szellem térhódítását, mely nem kímélte az Ausztriához fűződő viszonyt, figyelmen kívül hagyta az arisztokráciát, s a nemesség tömegei mellett más társadalmi rétegekbe is behatolt. Az átalakulásban – a stabilitás és a kiszámíthatóság érdekében – nem kívánta kizárólagos szerephez juttatni a társadalom változó (tehát nehezen kiszámítható) erőit, legyenek azok kormánypárti vagy ellenzéki oldalon. Félve a reformmozgalom esetleges megsemmisítésétől, nem akart ujjat húzni Béccsel, ezért az ellenzékiség helyett a felülről jövő reformokban bízott. 1845-ben elvállalta a Helytartótanács közlekedésügyi bizottságának elnökségét. Hírlapbeli Kossuth-ellenes támadásait pedig az 1847-es Politikai programtöredékekkel tetőzte be.
Kossuth Lajos viszont úgy vélte, hogy a társadalmat semmilyen indokkal nem lehet passzív szerepkörbe kényszeríteni az átalakulás során. Személyes tapasztalatai – melyeket az 1831-es kolerafelkelés idején szerzett – és az európai forradalmak tanulságai arra figyelmeztették, hogy a politikából nem lehet tartósan kizárni a társadalmi mozgalmakat. Ezért demokratikus nézetrendszerekre támaszkodott, s nem hitt az elitek vagy a kormányzati hatalom mindenhatóságában. Politikai beállítódása tehát alapvetően eltért Széchenyiétől.
Gazdasági téren Széchenyi az angolszász szabadpiaci elveket vallotta, Kossuth inkább a protekcionista, védővámos gazdaságpolitikát részesítette előnyben.
Kettejük ellentéte a modern sajtó szerepével kapcsolatban vált nyilvánvalóvá. Kossuth az 1840-es évek elején egyre inkább meg volt győződve arról, hogy a polgári átalakulás kikényszerítéséhez a Széchenyi alapította kaszinók nem elegendőek, a társadalom politikai aktivitását növelni és irányítani kell. Kossuth társadalomfelfogása mögött a jogok egységes eredetét hangsúlyozó szabadságfogalom állt, míg Széchenyi a politikai jogok gyakorlásánál számításba vette a vagyoni és a kulturális adottságokat.
Végső célja mindkettőjüknek a liberális, polgári nemzetállam megteremtése volt. Kossuth azonban gyorsabb változásokat akart, nem volt tekintettel az udvar érzékenységére, így küzdött a nemzeti önrendelkezésért is. Az arisztokráciával szemben pedig az ellenzéki köznemességet tartotta a változások irányítójának. Míg Széchenyi 1842-es akadémiai beszédében a nemzetiségekkel szembeni türelemre intett, addig Kossuth a kor szellemének megfelelően harcos nacionalista, az asszimiláció híve volt. Amíg Széchenyi empatikusan tekintett a Magyar Királyság területén élő nemzetiségiek törekvéseire, addig Kossuth nyíltan hangoztatta, hogy „én soha, de soha a magyar szent korona alatt, más nemzetet és nemzetiséget, mint a magyart elismerni nem fogok”. Kossuth szeme előtt a francia forradalom példája lebegett, ahol egyszerű nyelvtörvényekkel létrehozták a homogén francia nemzetet. Nem vette figyelembe, hogy az azóta eltelt időben a nemzeti eszme és a nacionalizmus nagy fejlődésen ment keresztül.
Az ország közvéleménye és az ellenzéki politikusok mindenesetre az 1840-es években valamennyien Kossuth mellé álltak. A reformkor politikai küzdelmeiben a liberalizmuson belüli áramlatok harca – például Széchenyi és Kossuth vitája – tűnik meghatározónak. Nem szabad azonban elfelejteni, hogy a korszak fő politikai frontvonala az áramlatokat magában foglaló, belső vitákat folytató liberalizmus és a nagyon is erős pozíciókkal rendelkező konzervatív-abszolutista-állagőrző politika között húzódott.
Kossuth 1885-ben Széchenyit liberális arisztokratának, míg magát demokratának minősítette. Ugyanakkor Széchenyi mélyreható és teljes társadalomrajza, illetve helyzetfelmérése nélkül a későbbi évek programelágazásai nem jöhettek volna létre. Így kettejük nézetrendszere és vitája egymással szorosan összekapcsolódva alkotják a hazai modernizációs múlt alapvonalát, és egybekapcsolódó munkásságuk teremtett alapot – éppen eltérő megközelítéseiknek köszönhetően – a későbbi haladás ügyében bármilyen alternatív gondolkodás számára.

## Betegsége
Távozása a közélettől drámai körülmények között zajlott. Az uralkodóházzal mindvégig megegyezést kereső Széchenyi nem tudott megbirkózni a saját, egyedül helyesnek tartott politikai meggyőződése és a valóságos politikai helyzet közötti különbséggel. 1848 augusztusától egyre sűrűbben gyötörte a közelgő nemzethalál víziója, amiért önmagát tette felelőssé. Abban a hitben élt, hogy eljött az utolsó pillanat, a végső esély arra, hogy megakadályozza a nemzet pusztulását. Ezért nap mint nap útra kelt, tárgyalt, győzködte ellenfeleit, eközben rettenetes lelkiismeret-furdalás, nyomasztó önvád gyötörte. Utolsó, széttépett levelében azt írta, vértanúhalálhoz fogható az a halálos tusa, amelyet amióta miniszter, kiállt. Szeptember elején már környezete is tudta, hogy beteg. Amikor 5-én betegszabadságra indult, világos volt számára, hogy soha többé nem fogja látni Pestet.
A folytonos tépelődés a haza sorsán, a forradalom víziója lassanként megtörte életerejét. Orvosa, Balogh Pál, 1848. szeptember 5-én Döblingbe, a Görgen-gyógyintézetbe vitte. Orvosa Dr. Gustav Georgen volt, az intézet tulajdonos-főorvosa. Hosszú éveken keresztül tartózkodott itt, felesége is Bécsbe költözött, és folyamatos kapcsolatban állt vele és környezetével. Állapota lassanként annyira javult, hogy levelezett, honfitársaival politikáról is társalgott, és gazdasága ügyeit is maga intézte. Később a félbeszakított irodalmi munkásságához is visszatért, átjavította Pesti por és sár és Hunnia című műveit, hogy Török János közzétehesse őket. Új munkához is kezdett: itt írta Önismeret című művét, amelyben megfigyeléseit, eszméit fogalmazta meg a gyermeki tehetség harmonikus fejlesztéséről, a testi nevelés fontosságáról és egyéb pedagógiai kérdésekről.

## Ein Blick
Sokkal messzebb ható jelentőségű volt azonban egy másik politikai irányú műve. Az 1850-es évek végén Széchenyinél sokan fordultak meg azok közül, akiknek ötletük volt a Magyarország bizonytalan helyzetére vonatkozó kérdések megoldására, vagy készségük az abszolutista kormány és rendszerének támadására.
Ezek az emberek rendszeresen jártak Széchenyihez a tanácsait kikérni, a gróf pedig emellett ezen személyek műveinek közrebocsátásáról is gondoskodott. Ilyen volt például Hollán Ernő, a Zur ungarischen Frage, illetve Kecskeméthy Aurél, a Die Lebensfrage Österreichs szerzője stb. Utóbbi még a tiltott politikai röpiratokat is megszerezte és elküldte neki. Széchenyi titokban már előbb maga is dolgozott egy ilyenen, amely nemcsak terjedelem, hanem hangvétel, tartalom és hatás tekintetében is messze ezek fölé magaslott, ez volt az 1859-ben megjelent Ein Blick (Pillantás).
Megírását a Rückblick (Visszapillantás), egy 1857-ben névtelenül megjelent mű megjelenése váltotta ki, amelynek az volt a célja, hogy Alexander Bach belügyminiszter kormányrendszerét igazolja, és a Magyarországról felhangzó panaszokkal és elkeseredéssel szemben az osztrák politikai irányadó köröket félrevezesse. A közvélemény a szerzőségét Bach miniszternek tulajdonította: ez indította Széchenyit, hogy tollat ragadjon a „lepel lerántására”. A „sárga” könyv maró gúny és szójátékok segítségével kíméletlenül pellengérre állítja és nevetségessé teszi Bach politikáját és személyét egyaránt. Széchenyi nem volt kíméletes Ferenc Józseffel sem, szerinte nem volt
a magyarok királya, nem alkotmányosan uralta Magyarországot. Hódító trónbitorlóként, parancsoló zsarnokként jellemezte politikai gúnyiratában.
Ne gondolja ön azonban, hogy én az uralkodó dynastia jogát, vagy tulajdonkép ezen jogát kétségbevonni akarom. Csak az ön szájából szeretném hallani, mily joggal kormányoztatnak, vagy a mint Ön állitja, boldogittatnak jelenleg Magyarország lakósai? Ő felsége a „legmagasabb császár“ az ön röpiratában annyira feldicsért magyar nép fölött vagy jure successionis, mint magyar király, vagy jure armorum, mint hóditó uralkodik. Mindkét minőségben nem uralkodhatik őfelsége, ámbár elég hatalmas, ép oly kevéssé, mint egy leány ellenében az atya és férj szerepét együtt és egyszerre a természet isteni törvényei szerint játszani nem lehet.
A kegyetlensége miatt gyűlölt Felix zu Schwarzenberg herceget „halovány vámpír”-nak nevezi. Ez a mű, amelyet Rónay Jácint közvetítésével Londonban nyomtattak ki, Széchenyi utolsó írása, és ez is egyik oka lett a Bach-rendszer bukásának, de egyszersmind Széchenyi halálának is.

## Halála

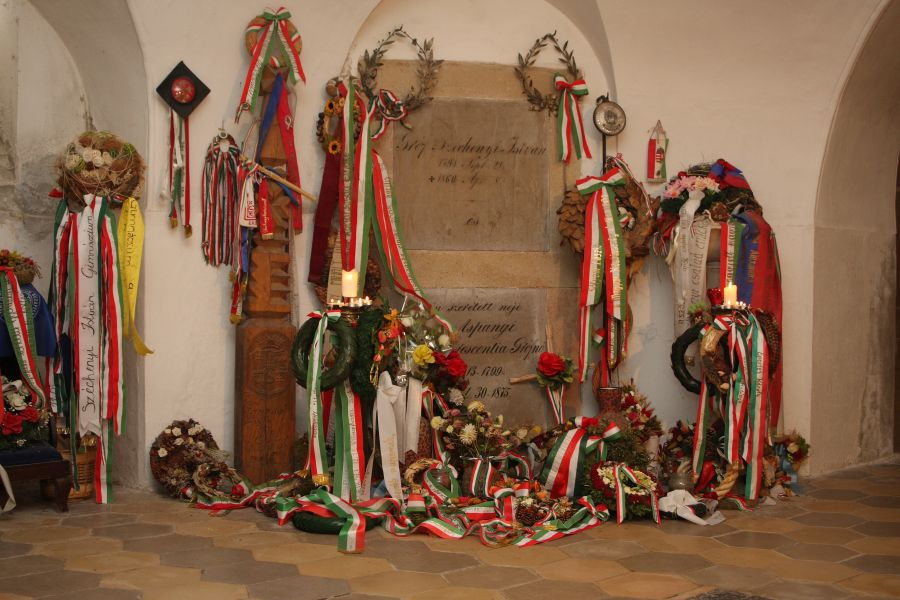
Végső nyughelye Nagycenken, a családi sírboltban

A bécsi rendőrség 1860. március 3-án házkutatást tartott Széchenyinél, a bécsi Obersteinergasse 18–24. szám alatti Görgen Elmegyógyintézetben, és elkobozta írásait, amelyek alapján kiterjedt politikai összeesküvést véltek felfedezni, emellett tudtára adták, hogy az intézet nem maradhat tovább a menedékhelye.  1860. április 1-jén, halála előtt néhány nappal utoljára ennyit jegyzett fel naplójába: „Kann mich nicht retten”, azaz: „nem tudom megmenteni magam”. A félelem, hogy erőszakkal elviszik vagy megölik, egy régi jó barátjának, Jósika Sámuel bárónak váratlan halála, valamint az újra rátörő politikai aggodalmak miatt egy végzetes pillanatban, április 7-ről 8-ra virradó éjszaka, vitatott körülmények között önmaga ellen fordította fegyverét: bal tenyerét vízszintesen a szemöldökéhez szorítva felülről megtámasztva a pisztolycsövet, a fegyvert jobb kezével sütötte el. Korábban (1848. szeptember 5-én) Esztergomban már kísérelt meg öngyilkosságot, amikor a Dunába vetette magát a hajóhídról, de ekkor szerencsésen kimentették.
… egymással több tekintetben megegyező boncolási adatok szerint a törvényszéki orvosok kétségtelenül megállapították, hogy Széchenyi maga lőtte magát agyon; karszékébe ült, jobb kezével a jobb szemgödörben felfelé tartott pisztollyal lőtt és így érthető, hogy a lövés után jobb keze jobb combjára esett le, a pisztoly pedig (miután balkeze eredetileg is a combon volt) a balkézre esett, és ezt a pisztoly füstölgő puskapora befeketítette. A töltés lőgyapot volt puskaporral, söréttel vegyítve és oly erős, hogy a fej balrészét teljesen szétvetette a velővel együtt.…
A politikai előzmények fényében halálhíre után hamar elterjedt a feltételezés, miszerint a bécsi udvar gyilkoltatta meg, bosszúból az önkényuralmi rendszerrel szembeni kritikájáért, valamint további felforgató tevékenységének megakadályozására. A korabeli források ugyanakkor arról tanúskodnak, hogy az osztrák államvezetés nem örült Széchenyi öngyilkosságának, inkább bírósági eljárásban akarták meghurcolni. A történészek többsége a korabeli források vizsgálata alapján az öngyilkosságot, a közvélemény viszont azóta is inkább a gyilkosságot valószínűsíti.

### Temetése
1860. április 11-én több mint tízezer ember vett részt Széchenyi István temetésén Nagycenken. Pedig a bécsi rendőrség mindent elkövetett, hogy a temetés ne lehessen Széchenyi melletti tüntetés: Tolnay Antal nagycenki plébánost utasították, hogy titkokban temesse el a grófot, és a temetést a gyászjelentésben jelölt időponthoz képest egy nappal korábbra tetették. A plébános ellenszegült, és a temetés új dátumáról így is sokan tudomást szereztek. A gyászoló tömeget a temetőn kívül tartották. Országos megemlékezésként április 30-án Pesten nyolcvanezren mentek el a Magyar Tudományos Akadémia gyászünnepélyére a belvárosi plébániatemplomhoz, Széchenyi jelképes koporsójához, ahol báró Eötvös József tartott emlékbeszédet, a gyászmisét Scitovszky János bíboros, hercegprímás, esztergomi érsek celebrálta.

## Jellemrajza, testi adottságai
Széchenyi 20-30 éves korában 60–62 kg testsúlyú volt, arányosan izmos, és kényesen vigyázott testsúlyára, súlya később sem igen haladta meg a 72-73 kg-ot, magasságát a szakirodalom kb. 172-173 cm-re becsüli. Húszas éveiben kedvenc költője, Byron stílusában, angolos divat szerint öltözködött. Wesselényi 1821-es benyomásai alapján rettentően sokat mozgott, sétált, majd leült, s ültében hintázta magát; vonzó, lebilincselő társalgó, élethűen, olykor túlzottan megjátszott mimikával, aki „villám eszével” gyorsan kapcsolt át egyik témáról a másikra, s csapongásánál örök ingadozása lehetett csak élénkebb, ítélőképességénél meg parttalan képzelődése. 1822-ben Wesselényi így ír barátjáról: „Széchenyi egy pályáját gyorsfutásban végző planéta gyermeke. Rendkívüli vegetációja termékenysége nem a mi földünkhöz, nem a mi klímánkhoz mért.” Csapongó, az empátiát olykor nélkülöző alkatára utal Wesselényi 1822-es angliai útjukon, naplójában megjegyezve, hogy lóvásárlásaikkor csak a saját érdekére figyelt, s amint a saját lovakat megszerezte, az addig őt segítő Wesselényit meg nem várva, lovaival hazautazott. 1825-ben Metternich a császárnak így ír róla: „Széchenyi fantaszta, amolyan jó szándékú bolond, akinek elméjében minden szárnyalás.” Naplójából és magánlevelezéséből körvonalazódik, hogy ifjú korától érzett hazafias és országépítő szándéka melletti lelki elköteleződésben és kitartásban nagyban motiválta Crescence iránti szerelme és udvarlása. Így 1825-ben azt írta Crescence-nek, hamarosan bebizonyítja, jobb emberré tette őt a szerelem, és ennek köszönhetően „minden magyarnak nagy szolgálatot fog tenni”. Levele után két héttel birtokai egyévi jövedelmét felajánlotta egy „Magyar Tudós Társaság” megalapítására. Személyiségében fiatal korától megmutatkoznak a hangulathullámzásra – lelkesedésre, máskor pesszimizmusra – való hajlam. Naplójában – negatív pillanataiban – korán visszatérővé válik az „akkor inkább golyót röpítek a fejembe” kifejezés, pillanatnyi elkeseredését kifejező szófordulatként. Kitartására, akaraterejére utal megvalósított alkotó és szervező munkáinak sora, de Crescence-nek való 11 éven át kitartó udvarlása is.

## Idézetek tőle
A magyar mélyen aludt. Eközben nyelvét felejté, nemzeti színét veszté. Sok azt hitte, nem eszmél már fel többé, s el van olvasztva. De a magyar felébredt; mily halovány színben, mily torzalakban, ki-ki előtt ismeretes. Alig van nemzetek közt ily iszonyatos példa. Sok ezt azonban fel sem vette, sőt álfényében, mint Armida kertjében, még tetszett is magának. Többnek azonban tűrhetlen volt az önmegismerés e keserű képe, ámde erő nem szilárdítá keblét; kétségbeesett, s magára hagyta a hont. Voltak végre olyasok, kik dagály s szélvész dacára nem gyengültek el, s férfiak maradtak a veszély óráiban. – S ismét élet felé kezdett fordulni a haza. Oly hervadólag tengett azonban szerencsétlen vérünk, hogy lehetetlen vala, miképp mi újabbak folyvást pirulván fejletlen, aljas létünkön, az előttünk oly ragyogó példák útmutatása szerint ne ébredeztünk volna azon szent kötelesség érzetére, hasonlólag járulni hű kebellel közanyánk ápolásához. És e nemes érzet nőttön nőtt, s hála a nagy istennek, már oly szép gyökereket vert, miképp a legszebb virágzásnak bizton elibe tekinthetni, hahogy a visszahatás felhőszakadása nem sodorja azokat ismét tőstül ki. Ámde itt a baj, és e veszély mutatkozik aggasztólag.
„Az eltökéllett akarat, s kivált az állhatatosság, ezen legritkább erény, mindent lehetővé tesz, minden célt elér, minden akadályokon diadalmaskodik.” Széchenyi István: Lovakrul, Pest, 1828; 51. old.
„Mely könnyen futja el a gaz a mezőt; midőn a nemesebb plántát csak az emberi munka s gond nevelheti.” Széchenyi István: Lovakrul, Pest, 1828; 67. old.
„Szóval: mindent fogunk utánozni, mi lelkünket tágítja, s testünket kifejti, bármily tájrul hozzon is azzal össze a sors; valamint mindent kerülendünk, mi egyik vagy másik alkotó részünkön üthetne csorbát. És így, ha lélekismeretesen és állhatatosan cselekedjük ezt, csakhamar az emberiségnek oly nemzete lesz a magyar, mely maga eredetiségét hűn megtartva, lelki- s testileg magába felveendi nemes oltásként mindazt, mi emberek közt hasznos, kellemes és dicső.” Széchenyi István: Néhány szó a lóverseny körül, Pest, 1838; 64-65. old.
„Tanuljunk azért szünet nélkül, mert valóban egyedül bölcsesség emelheti honunkat magasb díszre és semmi egyéb; de Istenért! ne csak könyvekben és anteaktákban keressük azt, hanem legfőképp az életben, mert hiszen nem csak tudósokul kívánunk létezni, de élni is mint nemzet.” Széchenyi István: Néhány szó a lóverseny körül, Pest, 1838; 110. old.
„Nincs oly bölcs a világon, ki még igen sok hasznossal ne nevelhetné tudományit, mint viszont alig van oly tudatlan a föld kerekén, kitül egyet s mást nem lehetne nagy haszonnal tanulni.” Széchenyi István: Hitel, Pest, 1830; IX. old.
A következő közkedvelt, több helyen Széchenyinek tulajdonított idézet valójában egy életrajzi témájú irodalmi műből származik (Surányi Miklós: Egyedül vagyunk (1936), A legnagyobb magyar c. kötet, Első rész, 6. fejezet). Nincs bizonyíték arra, hogy Széchenyi valaha is mondott, vagy írt volna hasonlót:
„Minden nemzetnek olyan kormánya van, aminőt érdemel. Ha valami oknál fogva ostoba vagy komisz emberek ülnek egy bölcs és becsületes nép nyakára, akkor a nép azokat a silány fickókat minél hamarabb a pokol fenekére küldi. De ha egy hitvány kormány huzamosan megmarad a helyén, akkor bizonyos, hogy a nemzetben van a hiba. Akkor az a nemzet aljas vagy műveletlen.”

## Művei

### 1860-ig
- Róka- és szarvasvadászatra vonatkozó német nyelvű füzet (Sopron, 1823, Széchenyi első nyomtatott munkája)
- Lovakrul. Pest, 1828
- Pesti lóversenykönyv 1828 és 1829-re. Pest (Döbrentei Gáborral közös)
- A casino részeseinek névsora A. B. C. rendben s annak alapjai. 1829 (Döbrentei Gáborral együtt adták ki)
- Hitel. Pest, 1830 (németül: Lipcse, 1830, fordította Paziazi Mihály és Vojdisek József)
- Világ, vagyis felvilágosító töredékek némi hiba ’s előítélet eligazítására. Pest, 1831 (németül: 1832, fordította Paziazi Mihály)
- Kedves jobbágyim! (Tanácsadás a kolerával szemben való védekezésre, Cenk, 1831)
- Magyar játékszinrül. Cenk, 1832
- Jelentés (gr. Andrássy Györgynek és gr. Széchenyi Istvánnak a budapesti lánchíd-egyesülethez irányított jelentése, midőn külföldről visszatértek). Pozsony, 1833 (németül: fordította Paziazi Mihály, Pozsony, 1833)
- Stadium. Lipcse, 1833 (I. rész; a II. rész nem jelent meg)
- Über die Donaudampfschiffahrt. Aus dem Ungarischen von Michael von Paziazi. Buda, 1836 (magyarul a Társalkodóban jelent meg 1834–36-ban Néhány szó a Duna-hajózás körül címen)
- Néhány szó a lóverseny körül. Pest, 1838 (németül: fordította Klein Hermann, Buda, 1839)
- Einiges über Ungarn. Nach dem „Néhány szó a' lóverseny körül.” Pest, 1839
- Selyemrül. Pest, 1840 január 29
- Kelet népe. Pest, 1841
- A' magyar Academia körül. Pest, 1842
- Üdvlelde. Pest, 1843 (Dessewffy Aurél gróf töredékeivel: Magyar nyelv és ellenzői)
- Adó és két garas. Jelenkor, Buda, 1844[72]
- Magyarország kiváltságos lakósihoz. 1844 (két füzet)
- A pálinkáról. Név nélkül. Buda, 1845
- Balatoni gőzhajózás. Pest, 1846
- Eszmetöredékek. Különösen a Tisza-völgy rendezését illetőleg. Pest, 1846
- Politikai programm töredékek. Pest, 1847 (németül: Lipcse, 1847)
- Javaslat a magyar közlekedési ügy rendezésérül. Pozsony, 1848
- Véleményes jelentés a Tisza-szabályozási ügy fejlődésérül. Pozsony, 1848
- Ein Blick auf den anonymen Rückblick welcher für einen vertrauten Kreis in verhältnissmässig wenigen Exemplaren im Monate Oktober 1857 in Wien erschien. Von einem Ungarn. London, 1859 (magyarul: K. Papp Miklós, Kolozsvár, 1870)
- Önismeret és Nagy Szatíra, Döbling, 1857
- Hunnia, Kiadó: Heckenast Gusztáv, Nyomda: Landerer és Heckenast, Török János gondozásában, Pest 1858 Online
- Az ausztriai sajtócenzúra, Döbling, 1859
- Töredékek gróf Széchenyi István fennmaradt kézirataiból; sajtó alá rend. Török János; Heckenast, Pest, 1858–1866
  - 1. Hunnia
  - 2. Pesti por és sár
- Töredék gróf Széchenyi István kiadatlan irataiból; sajtó alá rend. Török János; Werfer K. Ny., Pest, 1860

### 1861–1920
- Gróf Széchenyi István politikai iskolája, saját műveiből összeállítva, 1-3.; sajtó alá rend. Török János; Heckenast, Pest, 1863–1864
- Magyarország sarkalatos törvényei, s államjogi fejlődése 1848-ig. Gróf Széchenyi István hagyományaiból; sajtó alá rend., bev. Török János; Eggenberger, Pest, 1864
- Gr. Széchenyi István „Blick”-je; ford. K. Papp Miklós; Stein, Kolozsvár, 1870
- Széchenyi István munkái korszerű kivonatban, 1-3.; Heckenast, Pest, 1871
- Önismeret. Döblingi kézirataiból; Athenaeum, Budapest, 1875
- Eszmék, adatok, adomák Széchenyi István naplóiból; összeáll. Zichy Antal; Franklin, Budapest, 1880
- Széchenyi István naplói. Adalék a nagy hazafi jellemrajzához; összeáll. Zichy Antal; Athenaeum, Budapest, 1884 (Széchenyi István munkái)
- Széchenyi István beszédei; összeáll. Zichy Antal; Athenaeum, Budapest, 1887 (Széchenyi István munkái)
- Széchenyi István levelei, 1-4.; összegyűjt., előszó, jegyz. Majláth Béla; Athenaeum, Budapest, 1889–1896
- Gróf Széchenyi István külföldi úti rajzai és följegyzései; összeáll. Zichy Antal; MTA, Budapest, 1890 (Széchenyi István munkái)
- Gróf Széchenyi István hírlapi czikkei, 1-2.; összeáll., bev., jegyz. Zichy Antal; MTA, Budapest, 1893–1894
- Szemelvények gróf Széchenyi István műveiből; vál., jegyz. Toncs Gusztáv; Franklin, Budapest, 1900 (Középiskolai olvasmányok tára)
- Széchenyi István válogatott munkái; bev. Beöthy Zsolt; Lampel, Budapest, 1903 (Remekírók képes könyvtára)
- Gróf Széchenyi István munkáiból, 1-2.; sajtó alá rend., bev. Berzeviczy Albert; Franklin, Budapest, 1903–1907
- Széchenyi István munkái, 1-2.; sajtó alá rend. Szily Kálmán; MTA, Budapest, 1904–1905
- Eszmék és gondolatok Széchenyi István műveiből; összeáll. Komlóssy Ferenc; Buschmann Ny., Budapest, 1907
- Garat. Írta 1842-ben gróf Széchenyi István; sajtó alá rend., tan. Viszota Gyula; MTA, Budapest, 1912

### 1861–1944
- Gr. Széchenyi István döblingi irodalmi hagyatéka, 1-3.; szerk., bev. Károlyi Árpád, 3. köt. szerk. Tolnai Vilmos; MTT, Budapest, 1921–1925 (Magyarország újabbkori történetének forrásai)
- Széchenyi igéi; előszó Szekfü Gyula; Pallas, Budapest, 1921
- Széchenyi István döblingi hagyatékából: Intelmei Béla fiához; ford. Váradi József; Fővárosi Ny., Budapest, 1923
- Gróf Széchenyi István naplói, 1-6.; szerk., bev. Viszota Gyula; MTT, Budapest, 1925–1939 (Magyarország újabbkori történetének forrásai) [a teljes napló 1814 és 1848 közti kötetei, eredeti nyelven, kritikai jegyzetekkel, részletes előszavakkal; a többi napló-töredék a döblingi hagyaték Tolnai Vilmos-féle köteiben]
- Gróf Széchenyi István írói és hírlapírói vitája Kossuth Lajossal, 1-2.; szerk., bev. Viszota Gyula; MTT, Budapest, 1927–1930 (Magyarország újabbkori történetének forrásai)
- Széchenyi István – Waldstein János keleti utazása 1830-ban; előszó Szekfű Gyula, sajtó alá rend., bev., jegyz. Kálnoky Hugó; Franklin Társulat, Budapest, 1942
- Széchenyi összeomlása. Az 1848-as napló; ford., bev., jegyz. Ferdinandy Mihály; Officina, Budapest, 1942 (Officina könyvtár)
- Széchenyi István gróf (1791–1860) naplói; bev., vál., ford. Bóka László; Ardói, Budapest, 1943 (Magyar századok)

### 1945 után
- Széchenyi István válogatott írásai; szerk., jegyz., bev. Barta István; Gondolat, Budapest, 1959
- Napló; vál., szerk., jegyz., utószó Oltványi Ambrus, előszó Sőtér István, ford. Jékely Zoltán, Győrffy Miklós; Gondolat, Budapest, 1978 [a teljes naplóból válogatás, 1814-1860, a Tasner által megcenzúrázott szöveg kb. egyharmada, magyar fordításban]
- Gróf Széchenyi István intelmei Béla fiához; összeáll., szöveggond., utószó, jegyz. Fenyő Ervin, bev. Szigethy Gábor, ford. Kovács Ilona, Soltész Gáspár, Váradi József; Magvető, Budapest, 1985 (Magyar Hírmondó)
- Széchenyi pesti tervei; vál., szöveggond., utószó, jegyz. Bácskai Vera és Nagy Lajos, ford. Bába Iván, Vásárhelyi Judit, Ziegler Vilmos; Szépirodalmi, Budapest, 1985 (Magyar levelestár)
- Széchenyi István válogatott művei I-III. Budapest, 1991. (Szépirodalmi Könyvkiadó, "Magyar Remekírók" sorozat) [a három kötet együtt 3364 oldal: levelek, naplók, rövidebb művek és a teljes Önismeret, jegyzetekkel és mutatókkal, utószóval [Gergely András, Spira György,  Sashegyi Oszkár];
- Széchenyi István–Wesselényi Miklós: Feleselő naplók. Egy barátság kezdetei; vál., szerk., tan., jegyz. Maller Sándor, ford. Jékely Zoltán et al.; Helikon, Budapest, 1986
- „Diszharmónia és vakság”. Széchenyi István utolsó napjainak dokumentumai; vál., szöveggond., jegyz. Fenyő Ervin, ford. Bárczi Ildikó et al.; Helikon, Budapest, 1988
- Buda-pesti por és sár; sajtó alá rend., utószó, jegyz. Fenyő Ervin; Balassi, Budapest, 1995
- Széchenyi István keleti utazása, 1818–1819; vál. Steinert Ágota, új ford. Györffy Miklós, jegyz. Viszota Gyula, kieg. Steinert Ágota, utószó Fenyő Ervin; Terebess, Budapest, 1999
- Széchenyi választása. Széchenyi István és Seilern Crescence levelezése. 1. 1825–1837; sajtó alá rend., jegyz., utószó Fenyő Ervin, ford. Kajtár Mária et al.; Balassi, Budapest, 2001
- Amelie Lanier: Széchenyi István és Széchenyi Béla cikkei a Timesban, 1859–1862; Kossuth Klub, Bp., 2011
- Jelentés. Gróf Andrásy György és gróf Széchenyi Istvánnak a' Budapesti Hid-egyesülethez irányzott jelentése, midőn külföldrül visszatérének, 1833; szerk., jegyz. Hajós Bence; Első Lánchíd Bt., Biri, 2022 (Lánchíd füzetek)

## Emlékezete
Széchenyi Istvánt halála után a magyar közvélemény a „legnagyobb magyarnak” kijáró tisztelettel övezte, az 1867-es kiegyezést követően hivatalosan, köztéri emlékművek, intézménynevek, utcanevek formájában is. 1949-től, a totális kommunista hatalomátvételtől a marxista történelemtanításnak arisztokrata származása miatt nem felelt meg példaképnek, ezért történelmi szerepét, kultuszát háttérbe szorították Kossuth, Petőfi, Táncsics ellenében (közoktatásban, utcák, terek elnevezésében), pénzre nem került fel. Emlékének méltó ápolása a rendszerváltozás után térhetett vissza, állami kitüntetést neveztek el róla (Széchenyi-díj, 1990), 1990-ben az ötezer forintos bankjegyre felkerült, 2002-ben filmet forgattak életéről, a 2010-es években állami fejlesztési program viseli a nevét Széchenyi Terv néven.
2007 végén a Medián és Hankiss Elemér felmérésében a magyar közvélemény őt tartotta a legalkalmasabb államférfinak a magyar történelmi alakok között.

### Emlékét megörökítő fontosabb alkotások, intézmények
- Arany Jánosnak Széchenyi emlékezete című költeménye (1860)
- Budapesten szobrot állítottak fel az emlékére, amelyet Lónyay Menyhért akadémiai elnök és Pulszky Ferenc szobor-egyleti elnök ünnepi beszédével, József főherceg és mások jelenlétében 1880. május 23-án lepleztek le.
- 1897-ben Sopron város is követte a példát.
- Az Akadémia 1893-ban bronz-emléktáblával örökítette meg az 1825. november 3-i jelenetet, s újabban elhatározta emlékének évenkénti megülését, összes művei kiadását, ereklye-múzeum berendezését.
- Arcképe megjelenik az ötpengős bankjegy előoldalán, 1926-ban.
- Surányi Miklós: Egyedül vagyunk (1936) – átfogó életrajzi regény pályájáról, szerelmeiről 1848-ig, több kiadásban.
- A Győrben 1968-ban megalakult Közlekedési és Távközlési Műszaki Főiskola 1986-ban vette fel a Széchenyi István nevet, majd 2002-ben egyetemi rangot szerzett, így ez az intézmény lett a Széchenyi István Egyetem.
- Arcképe rákerül az ötezer forintos bankjegy előoldalára, 1992-ben.
- Széchenyi napjai, hat részes dokumentarista-játékfilmes jellegű tévéfilmsorozat (1985) Tordi Géza címszereplésével (Nemeskürty István forgatókönyvéből)[74]
- Az új ötezres forintos bankjegyen, 1999-től.
- Róla nevezték el a Széchenyi-díjat; pontosabban 1990-től Széchenyi nevét viseli az 1965-től kiadott Állami Díj.
- Életéről A Hídember címmel Bereményi Géza készített filmet 2002-ben.
- 2003. november 3-án alkotta meg a Magyar Köztársaság Országgyűlése a 2003. évi XCIII. törvényt, amelyben november 3-át Széchenyi István Akadémiát alapító példaadására emlékezésül A magyar tudomány ünnepének nyilvánította.
- Széchenyi emlékezete címmel jubileumi emlékkiállítás volt 2010. május 3-tól október 15-ig a Magyar Tudományos Akadémia palotájában.
- A Széchenyi István Szakkollégiumot 1987-ben alapították.
- Nyíregyházi SzC Széchenyi István Közgazdasági, Informatikai Szakgimnáziuma és Kollégiuma
- Berceli Széchenyi István Általános Iskola

## Származása
| sárvár-felsővidéki gr. Széchenyi István (Bécs, 1791. szept. 21.– Döbling, 1860. ápr. 8.) miniszter, az MTA alapítója | Apja: sárvár-felsővidéki gr. Széchényi Ferenc (Széplak, 1754. ápr. 28.– Bécs, 1820. dec. 13.) valóságos belső titkos tanácsos | Apai nagyapja: sárvár-felsővidéki gr. Széchényi Zsigmond (Sopron, 1720. dec. 21.– Széplak, 1769. okt. 19. huszárkapitány, cs. és kir. kamarás | Apai nagyapai dédapja: sárvár-felsővidéki gr. Széchényi Zsigmond (Egervár, 1681.– Széplak, 1738. szept. 14.) császári és királyi kamarás (Szülei: gróf Széchenyi György, Szentgyörgy, Egervár és Pölöske várak kapitánya, földbirtokos, és beketfalvi Mórocz Ilona) |
| sárvár-felsővidéki gr. Széchenyi István (Bécs, 1791. szept. 21.– Döbling, 1860. ápr. 8.) miniszter, az MTA alapítója | Apja: sárvár-felsővidéki gr. Széchényi Ferenc (Széplak, 1754. ápr. 28.– Bécs, 1820. dec. 13.) valóságos belső titkos tanácsos | Apai nagyapja: sárvár-felsővidéki gr. Széchényi Zsigmond (Sopron, 1720. dec. 21.– Széplak, 1769. okt. 19. huszárkapitány, cs. és kir. kamarás | Apai nagyapai dédanyja: németújvári gr. Batthyány Mária Terézia (? –Sopron, 1721. jún. 15.) (Szülei: gróf Batthyány Ferenc és Marie Anne Elisabeth Zehenter von Zehentgrub)                                                                                         |
| sárvár-felsővidéki gr. Széchenyi István (Bécs, 1791. szept. 21.– Döbling, 1860. ápr. 8.) miniszter, az MTA alapítója | Apja: sárvár-felsővidéki gr. Széchényi Ferenc (Széplak, 1754. ápr. 28.– Bécs, 1820. dec. 13.) valóságos belső titkos tanácsos | Apai nagyanyja: cziráki és dénesfalvi gr. Cziráky Mária (1724. okt. 1.– Sopron, 1787. nov. 7.)                                                | Apai nagyanyai dédapja: cziráki és dénesfalvi gr. Cziráky József (Szülei: gr. Cziráky László, és divékújfalussi báró Újfalussy Erzsébet) |
| sárvár-felsővidéki gr. Széchenyi István (Bécs, 1791. szept. 21.– Döbling, 1860. ápr. 8.) miniszter, az MTA alapítója | Apja: sárvár-felsővidéki gr. Széchényi Ferenc (Széplak, 1754. ápr. 28.– Bécs, 1820. dec. 13.) valóságos belső titkos tanácsos | Apai nagyanyja: cziráki és dénesfalvi gr. Cziráky Mária (1724. okt. 1.– Sopron, 1787. nov. 7.)                                                | Apai nagyanyai dédanyja: szalai és tavarnai gr. Barkóczy Bora (Szülei: gr. Barkóczy Ferenc, Zemplén vármegye főispánja, földbirtokos, valamint zicsi és vásonkeői gróf Zichy Julianna)                                                                              |
| sárvár-felsővidéki gr. Széchenyi István (Bécs, 1791. szept. 21.– Döbling, 1860. ápr. 8.) miniszter, az MTA alapítója | Anyja: tolnai gr. Festetics Julianna (Jablonca, 1753. okt. 30.– Bécs, 1824. jan. 20.)                                         | Anyai nagyapja: tolnai gr. Festetics Pál (Ság, 1727. dec. 7.– Pozsony, 1782. márc. 28.) főispán, földbirtokos                                 | Anyai nagyapai dédapja: tolnai Festetics Kristóf (Ság, 1696. júl. 22.– Sopron, 1768. febr. 25.) Somogy vármegye alispánja, országgyűlési követ, földbirtokos (Szülei: Festetics Pál, dunántúli vicegenerális, földbirtokos, és nemes Fitter Erzsébet)               |
| sárvár-felsővidéki gr. Széchenyi István (Bécs, 1791. szept. 21.– Döbling, 1860. ápr. 8.) miniszter, az MTA alapítója | Anyja: tolnai gr. Festetics Julianna (Jablonca, 1753. okt. 30.– Bécs, 1824. jan. 20.)                                         | Anyai nagyapja: tolnai gr. Festetics Pál (Ság, 1727. dec. 7.– Pozsony, 1782. márc. 28.) főispán, földbirtokos                                 | Anyai nagyapai dédanyja: mezőszegedi Szegedy Judit (Mezőszeged, 1705. aug. 4.- ?) (Szülei: Szegedy Pál, Vas vármegye alispánja, földbirtokos, és telekesi Török Katalin)                                                                                            |
| sárvár-felsővidéki gr. Széchenyi István (Bécs, 1791. szept. 21.– Döbling, 1860. ápr. 8.) miniszter, az MTA alapítója | Anyja: tolnai gr. Festetics Julianna (Jablonca, 1753. okt. 30.– Bécs, 1824. jan. 20.)                                         | Anyai nagyanyja: nagybossányi gr. Bossányi Júlia (Jablonca, 1734. febr. 9.– Nagyszombat, 1805. febr. 27.)                                     | Anyai nagyanyai dédapja: nagybossányi gr. Bossányi Imre (Nagybossány, 1706. nov. 3.– Récsény, 1781. aug. 12.) alországbíró, helytartósági tanácsos, alispán, földbirtokos (Szülei: Bossányi Péter, földbirtokos, és nagybossányi Bossányi Krisztina)                |
| sárvár-felsővidéki gr. Széchenyi István (Bécs, 1791. szept. 21.– Döbling, 1860. ápr. 8.) miniszter, az MTA alapítója | Anyja: tolnai gr. Festetics Julianna (Jablonca, 1753. okt. 30.– Bécs, 1824. jan. 20.)                                         | Anyai nagyanyja: nagybossányi gr. Bossányi Júlia (Jablonca, 1734. febr. 9.– Nagyszombat, 1805. febr. 27.)                                     | Anyai nagyanyai dédanyja: korláthkeői Korláthkeőy Éva (Korlátkő, 1711. márc. 29.– Motesic, 1798. febr. 25.) (Szülei: Korláthkeőy László, földbirtokos, és ozori és Kohanóczi Ottlik Julianna)                                                                       |

## Galéria

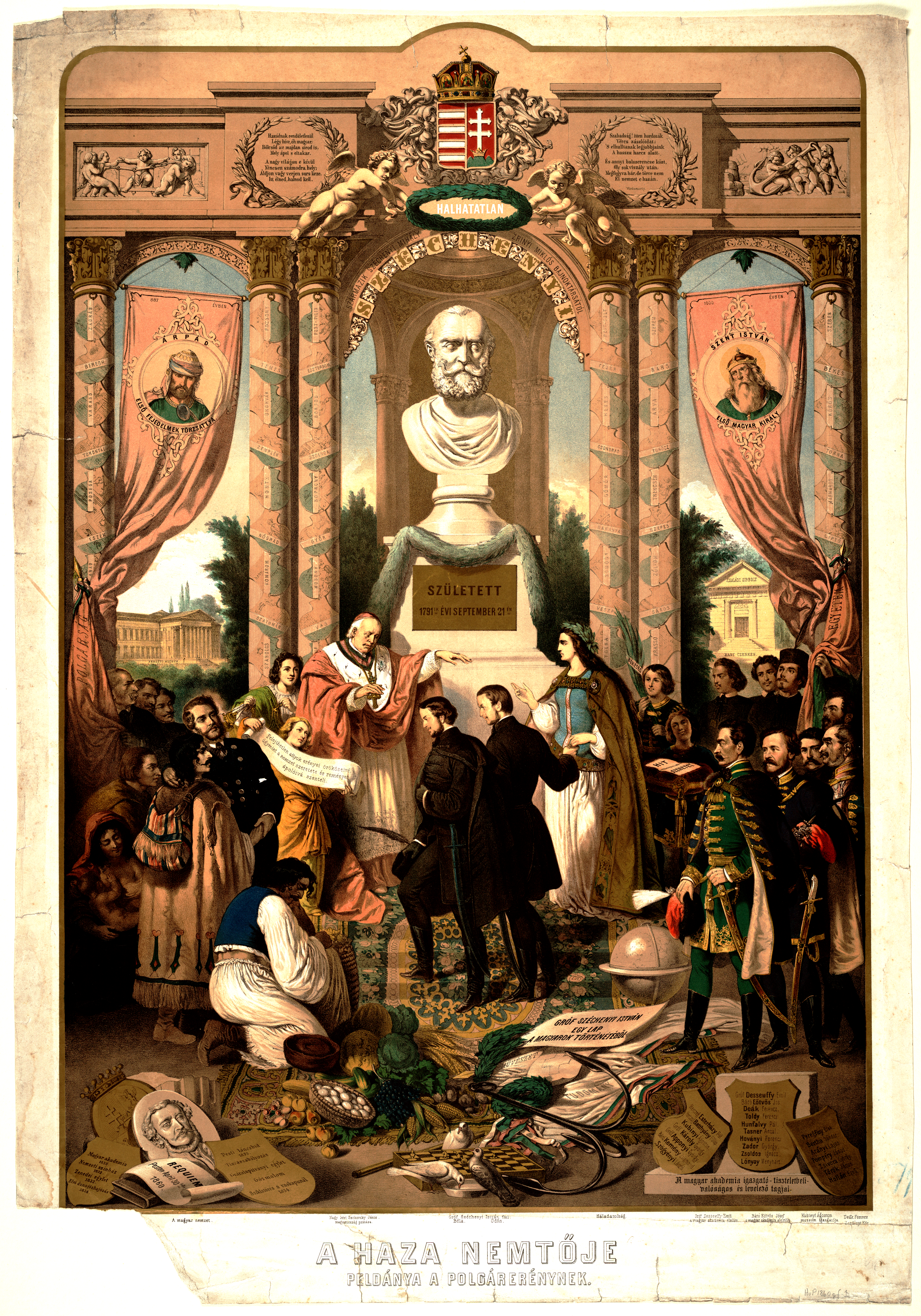
Széchenyi emléklap
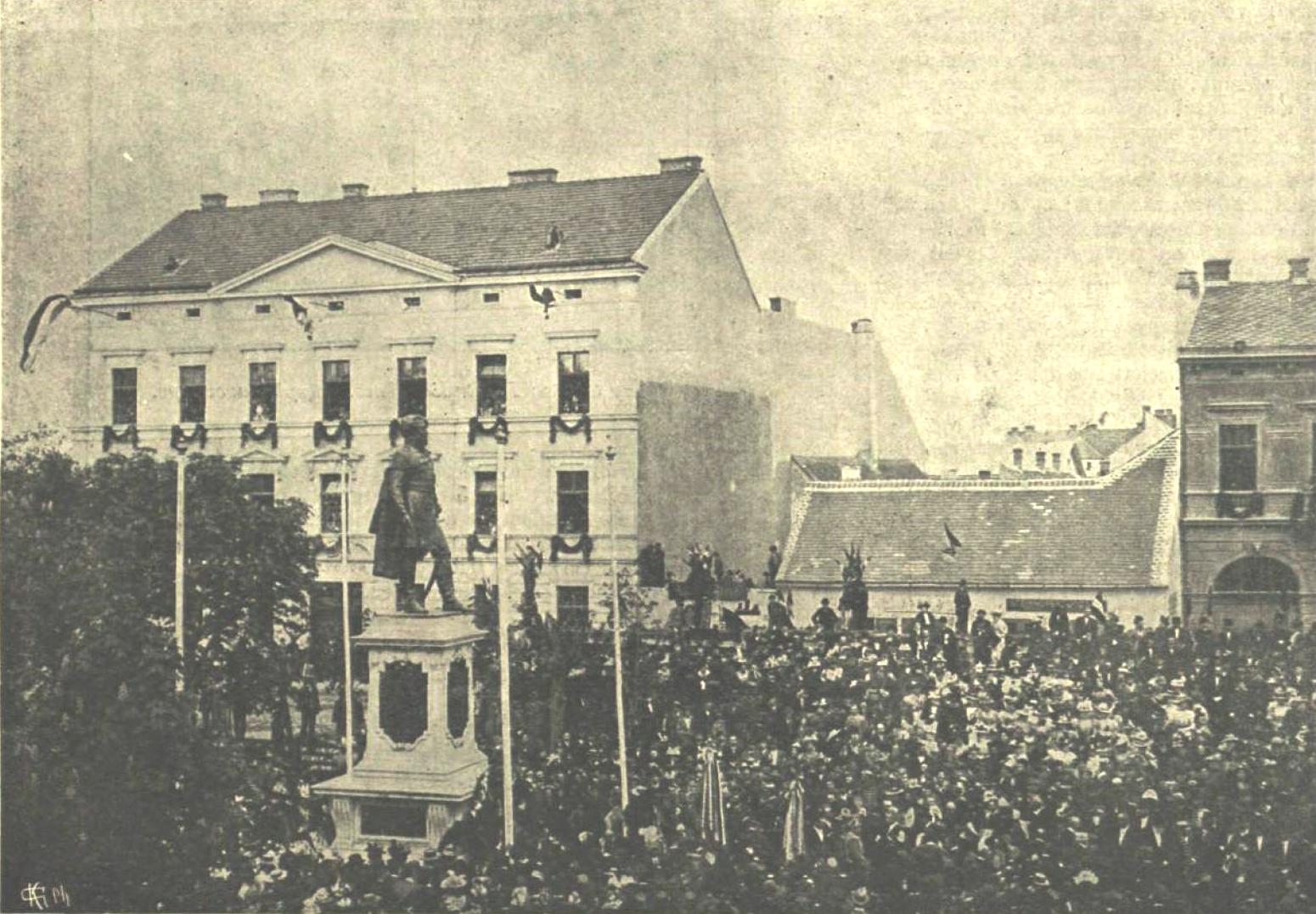
Széchenyi szobrának felavatása Sopronban, 1897
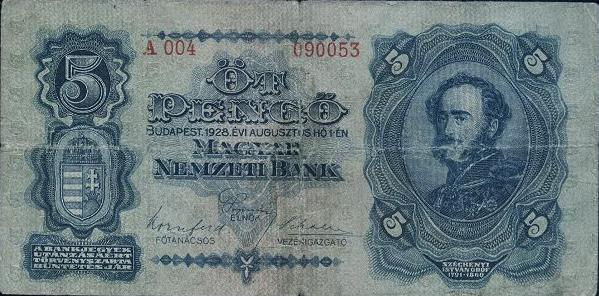
Arcképe az ötpengős bankjegyen
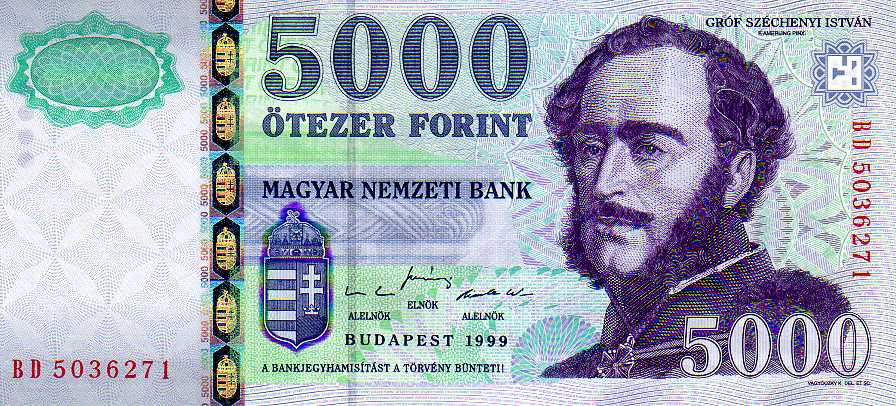
Arcképe a régi ötezer forintos bankjegyen
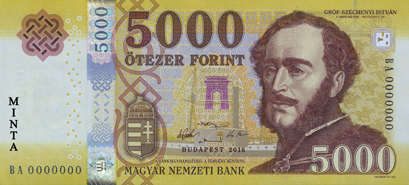
Arcképe az új ötezer forintos bankjegyen